# Kambodscha
Das Königreich Kambodscha (Khmer: ព្រះរាជាណាចក្រកម្ពុជា, Preăh Réachéanachâkr Kâmpŭchéa) ist ein Staat in Südostasien. Das Land liegt am Golf von Thailand zwischen Thailand, Laos und Vietnam. Die Hauptstadt Phnom Penh liegt im Süden des Landes. Das Landschaftsbild wird durch eine Zentralebene geprägt, die teilweise von Gebirgen umgeben ist. In ihr liegt im Westen Kambodschas der See Tonle Sap; durch den Osten fließt der Mekong, der zu den längsten Flüssen der Welt gehört.
Kambodscha ist aus dem Reich Kambuja hervorgegangen, das seine Blüte vom 9. bis zum 15. Jahrhundert erlebte. Seine Ruinen in Angkor, Roluos, Banteay Srei und Preah Vihear und die noch älteren in Sambor Prei Kuk wurden ins UNESCO-Weltkulturerbe aufgenommen. 1863 kam Kambodscha unter französische Vorherrschaft und wurde später Teil Französisch-Indochinas. Nach der Unabhängigkeit im Jahr 1953 blieb Kambodscha zunächst von den militärischen Konflikten in Indochina verschont, wurde aber nach einem Militärputsch 1970 in den Zweiten Indochinakrieg hineingezogen. Nach Jahren des Bürgerkriegs errichteten 1975 die Roten Khmer eine Schreckensherrschaft, die nach unterschiedlichen Schätzungen 1,7 bis weit über 2 Millionen Menschenleben forderte, bis die Roten Khmer 1979 von vietnamesischen Truppen entmachtet wurden. Kambodscha blieb zehn Jahre von Vietnam besetzt, die entmachteten Roten Khmer leisteten mit Guerillataktik Widerstand. Nach 1989 folgten unter der Mitwirkung der Vereinten Nationen ein Friedensabkommen und der Neuaufbau staatlicher Strukturen, die 1993 mit einer neuen Verfassung und der Wiederherstellung der Monarchie endeten. Kambodscha, zu diesem Zeitpunkt nach zwei Jahrzehnten Krieg, Schreckensherrschaft und Besatzung eines der ärmsten Länder der Welt, konnte seitdem erhebliche Fortschritte im Kampf gegen Armut und Unterentwicklung erzielen und ist heute eine der am schnellsten wachsenden Volkswirtschaften Asiens.

## Geographie
Kambodscha liegt auf der Indochinesischen Halbinsel, am Nordostufer des Golfs von Thailand. Die Küste hat eine Länge von 443 Kilometern. Kambodscha grenzt im Westen und Nordwesten auf 803 Kilometern an Thailand, im Norden an Laos (541 km) sowie östlich und südöstlich an Vietnam (1.228 km). Die gesamte Fläche beträgt 181.040 km², davon sind 176.520 km² Landfläche.

### Landschaftsbild
Zwei Drittel Kambodschas werden vom Kambodschanischen Becken eingenommen, das sich 5 bis 30 m über dem Meeresspiegel befindet und in dessen westlichem Zentrum der Tonle Sap liegt. In östlicher Richtung schließen sich die Schwemmlandebene und die ersten Ausläufer des ansonsten in Vietnam liegenden Mekongdeltas an, das das Zentralbecken entwässert.
Von drei Seiten schließen sich an das Becken Gebirge und Hochebenen an. Südwestlich des Tonle Sap finden sich die Kardamom- und die Elefantenberge, auf die eine schmale Küstenebene folgt. An der nördlichen Grenze zu Thailand findet sich das Dongrek-Gebirge. Die hauptsächlich in Laos und Vietnam verlaufende Annamitische Kordillere reicht mit ihren Ausläufern bis nach Nordostkambodscha.

### Gewässer und Inseln

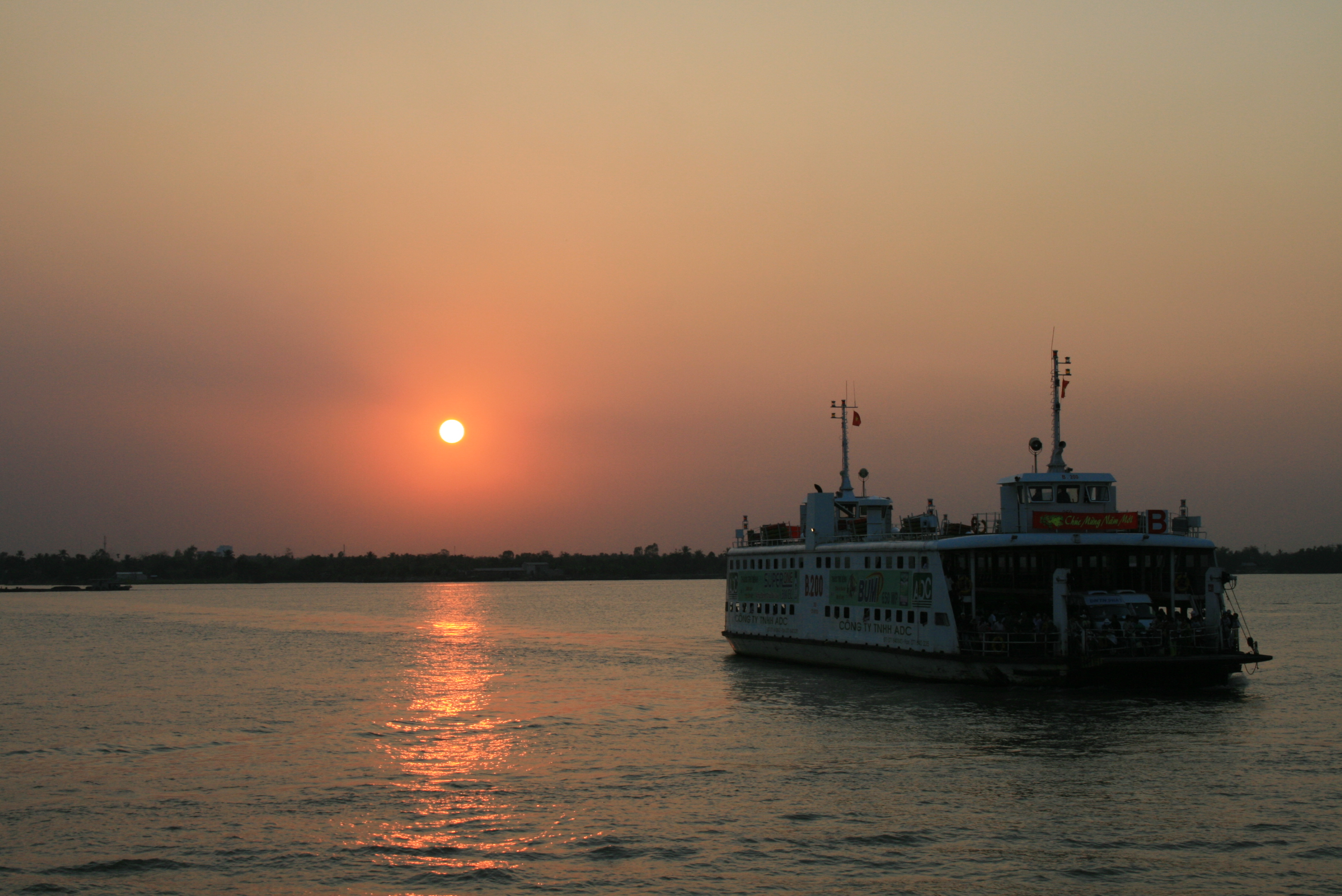
Sonnenuntergang am Mekong

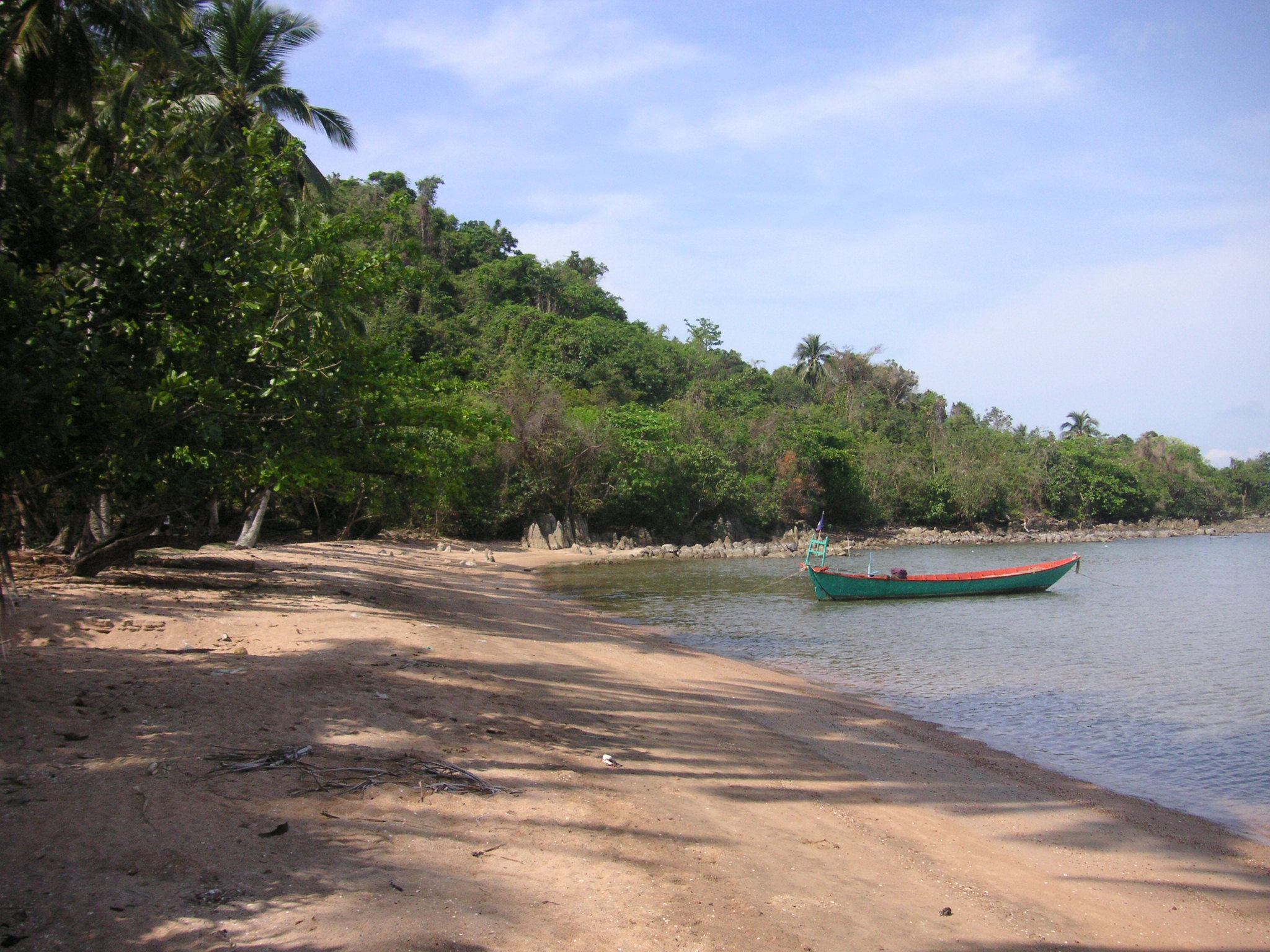
Koh Tonsay

In der Mitte des Kambodschanischen Beckens befindet sich der See Tonle Sap, der durch den Tonle-Sap-Fluss mit dem Mekong verbunden ist. Während der Regenzeit von Juli bis Oktober führt der Mekong so viel Hochwasser, dass das Wasser entgegen seiner Fließrichtung den Tonle-Sap-Fluss hinaufgedrückt wird und den See speist, der dadurch von 2.500 km² auf bis zu 20.000 km² anschwillt. Dadurch wird er zum größten See Südostasiens. Der Mekong, der größte Fluss Südostasiens, durchfließt Kambodscha in Nord-Süd-Richtung auf 500 Kilometern. Dabei ist er meistens über 1,6 Kilometer breit. In Kambodscha spaltet sich der Bassac vom Mekong ab.
Weitere Flüsse sind der Sreng und der Sangke (Sangker), die in den westlichen Grenzgebirgen entspringen und auf dem Weg zum Nordende des Tonle Sap zusammenfließen. Der Pursat mündet am südlichen Ufer in den See, der Sen und der Chinit in den Tonle-Sap-Fluss. Vom östlichen Hochland wird der Mekong durch den Kong (Sekong), den San und den Srepok gespeist.
Zu Kambodscha gehören 64 Inseln. Die größte ist Kaôh Kŏng nahe der thailändischen Grenze, gefolgt von Koh Rong vor der Küste Sihanoukvilles, die unter anderem mit Koh Rong Sanloem ein Archipel bildet. Weitere größere Inseln sind Koh Thmei an der Grenze zu Vietnam sowie Koh Samit, Koh Tang und Koh Tonsay.

### Gebirge
Das Kardamomgebirge verläuft in ostwestlicher Richtung. Im östlichen Teil befindet sich mit dem Phnom Aural (1813 m) der höchste Berg des Landes. Das zweite südliche Gebirge, das Elefantengebirge, schließt im Südosten des Kardamomgebirges an und verläuft von dort aus nach Süden bis ans Ufer des Golfs von Thailand. Es erreicht seine höchste Erhebung mit dem Phnom Popok (1079 m).
Das nördliche Massiv Chuǒr Phnom Dângrêk setzt sich aus Sandstein zusammen, fällt nach Süden hin steil ab und wird nicht höher als 756 m. Das östliche Chlong-Plateau (bis 942 m)
und ein bis auf 1500 m ansteigender Streifen Bergland im Nordosten bilden die Ausläufer der Annamitischen Kordillere. Dort leben noch immer kaum bekannte
Bergvölker.

### Klima

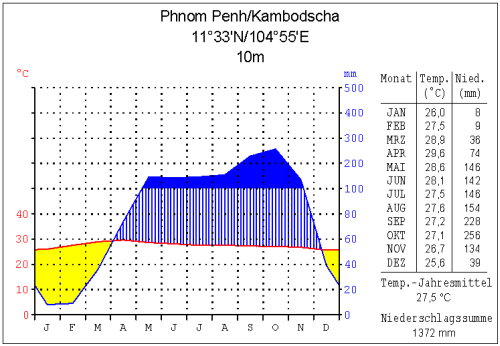
Klimadiagramm für Phnom Penh

Allgemein herrschen im Monsunklima in Kambodscha gleichmäßig hohe Temperaturen. Im Dezember sinken sie auf einen Tiefstand von 26 °C und erreichen im April ihr Maximum mit 30 °C. Die Niederschläge werden von den Monsunen bestimmt; von Mai bis September/Oktober weht der feuchte Südwestmonsun und bringt Regen, im restlichen Jahr bringen Nordostwinde trockene Kontinentalluft. Die geringsten Niederschläge werden am Tonle Sap mit durchschnittlich 1.000 mm im Jahr gemessen; im übrigen Tiefland betragen sie 1.300–2.000 mm jährlich. An den Westhängen der Gebirge steigen die Regenmengen auf 4.000 mm und mehr an, die Höchstwerte werden im Elefantengebirge mit 5.300 mm erreicht.

### Flora und Fauna

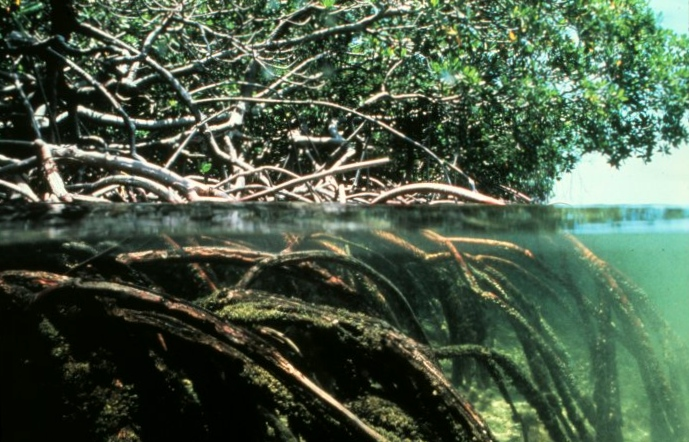
Mangrovenwald

Je nach Quelle sind zwischen 30 und 76 % Kambodschas bewaldet. In Höhen über 700 m mit feuchtkühlem Klima wächst ein immergrüner Bergwald, dessen Bäume bis zu 20 Meter Höhe erreichen. Die Vegetation der niederschlagsreichen Westhänge der Gebirge ist durch tropischen Regenwald geprägt, der 40 bis 50 Meter hoch wird. Im Unterholz finden sich niedrigere Pflanzen wie kleinere Bäume, Büsche oder Palmen. Das Tiefland ist, wenn es nicht landwirtschaftlich genutzt wird, durch Monsun- und Trockenwälder bedeckt, die in der Trockenzeit ihr Laub verlieren. In Regionen, in denen Überschwemmungswald und sumpfige Savannen dominieren, sind die Böden nährstoffarm und trocken. An der Küste finden sich Mangrovenwälder. Verbreitet sind auch noch rar gewordene Baumarten wie der Schwarzholzbaum, der Ebenholzbaum und der Rosenholzbaum (Dalbergia cochinchinensis).
Die Fauna Kambodschas ist artenreich, insgesamt leben in Kambodscha 630 geschützte Arten. Besonders die nordöstlichen Provinzen sollen noch immer große Wildpopulationen aufweisen. In den bevölkerungsarmen Wald- und Gebirgsgebieten leben beispielsweise Indische Elefanten, Tiger, Leoparden, Flughunde sowie zwei Bärenarten. Auch gibt es hier viele Schlangen wie die Königskobra und die hochgiftige Krait. Möglicherweise bereits ausgestorben ist der erst 1937 entdeckte Kouprey, eine Art Wildrind.
Der Tonle Sap ist reich an Wasservögeln und Wassertieren, darunter mehr als 850 Fischarten. Im unteren Abschnitt des Mekong befinden sich die letzten Rückzugsgebiete des Irawadidelfins. Außerdem entdeckte man hier im Mai 2007 erwachsene Tiere sowie Jungtiere und Gelege der bereits ausgestorben geglaubten Cantors Riesen-Weichschildkröte wieder.
Durch einen königlichen Erlass wurden 2005 der Kouprey (Bos sauveli), der Riesenibis (Pseudibis gigantea), die Nördliche Batagur-Schildkröte (Batagur baska), die Riesenbarbe (Catlocarpio siamensis), die Palmyrapalme (Borassus flabellifer), die Rumdrul-Blume (Mitrella mesnyi) und die Bananenart Musa aromatica zu Nationalsymbolen erklärt und unter besonderen Schutz gestellt.

### Umwelt

#### Probleme
Das größte Umweltproblem Kambodschas ist seit den 1980er Jahren der Holzeinschlag. 1995 erließ die Regierung Hun Sen ein neues Umweltgesetz, das als ein erster Schritt zur nachhaltigeren Nutzung von Kambodschas Wäldern und anderen Ressourcen betrachtet wurde; Ende 1996 wurde der Export von ganzen Stämmen verboten. Die Regierung vergab aber weiterhin ausgiebig Konzessionen; auf dem Höhepunkt Ende 1997 waren 35 % des gesamten kambodschanischen Staatsgebietes zur Abholzung freigegeben, was fast dem gesamten Waldgebiet außerhalb der Schutzgebiete entsprach. Laut einem Weltbank-Bericht von 1998 ging die Bewaldung Kambodschas in den Jahren von 1969 bis 1997 von 73 auf 58 % zurück.
Von den im Jahr 2011 noch vorhandenen Waldgebieten wurden wiederum bis 2022 mehr als 60 % gerodet.
Seit Ende der 1990er Jahre wurden ausländische Geldgeber vermehrt auf das Problem aufmerksam und übten Druck auf die kambodschanische Regierung aus. Aus diesem Grund wird seit 1999 härter gegen illegale Holzfäller vorgegangen: seit Januar 2002 wurden alle vergebenen Konzessionen für den Holzeinschlag eingefroren. Diese Maßnahme wird umgangen, indem einerseits der illegale Holzschlag in geringem Maße weiterging und andererseits Konzessionen für Cash-Crop-Plantagen beantragt werden, die ungenutzt bleiben und nur als Vorwand für einen Kahlschlag gebraucht werden. Korruption und Selbstbereicherung einflussreicher Beamter oder von Mitgliedern der Militärführung sind Teil des Problems. Manche Organisationen agieren auch aus den Nachbarländern heraus. Aus den Provinzen Oddar Meanchey, Battambang, Pursat und Koh Kong wird das geschlagene Holz über die Grenze nach Thailand geschleust, aus Ratanakiri und Mondulkiri nach Vietnam. Auch kommt es vor, dass Kritiker eingeschüchtert und Forstaufseher ermordet werden.
Folge des extensiven Holzschlages ist Erosion, so bei den Mangrovenwäldern an der Küste, die der Holzkohlegewinnung und Garnelenfarmen zum Opfer fallen. Durch den eingeschwemmten Boden versanden Binnengewässer. Besonders betroffen ist der Tonle Sap, dessen durchschnittliche Tiefe während der Trockenzeit bereits von 50 cm 1960 auf 30 cm im Jahr 1993 zurückgegangen ist, während sich die jährliche Ablagerung in der gleichen Zeit verdoppelt hat. Auch der Mekong transportiert große Mengen an Sediment, das er vor allem bei Monsunregenfällen aus den entwaldeten Gebieten mitnimmt. Dammprojekte an den chinesischen Zuflüssen des Mekong gefährden zudem den Fischreichtum und beeinträchtigen die erneute Ablagerung von fruchtbarer Erde an den Ufern. Betroffen sind auch jene Einwohner, die ihren Lebensunterhalt aus dem Wald bestreiten, zum Beispiel mit dem Sammeln von Baumharz.
Hielt sich Umweltverschmutzung bis in das 2000er Jahrzehnt in Grenzen, nahm die Fluss- und Seewasserqualität, insbesondere bei der Hauptstadt Phnom Penh im Folgejahrzehnt ab. Die Stadt ist ebenfalls von Luftverschmutzung betroffen. Der Tourismus bereitet insofern Probleme, als es eine ungenügende Entsorgung von Plastikabfällen sowie Flaschen im ganzen Land gibt.
Ab Mitte des 2000er Jahrzehnts wurden bis zum Jahr 2022 insgesamt 15 von 25 Seen rund um die Hauptstadt Phnom Penh zugeschüttet bzw. trockengelegt; große Teile ehemaliger Nassflächen sind zu Bauwüsten geworden. Dadurch fehlen der Stadt natürliche Rückhaltebecken und Speicher für Wassermassen in der Regenzeit. Laut der Naturschutzorganisation Mother Nature sei eine Folge, dass Überschwemmungen dadurch gravierendere Auswirkungen haben.

#### Naturschutzgebiete
Kambodscha war das erste Land Südostasiens, in dem ein Naturschutzgebiet eingerichtet wurde. 1925 wurde das Land um die Tempelanlage von Angkor zum Nationalpark erklärt. 1969 gab es sechs Rückzugsgebiete für Wildtiere, vor allem große Säuger. Sie nahmen insgesamt 2,2 Millionen Hektar oder 12 % der Landesfläche ein. Das während der Bürgerkriegszeit verfallene System wurde 1993 durch ein königliches Dekret erneuert, das zur Schaffung von 23 Schutzgebieten führte, die jetzt mit 3.402.203 Hektar über 21 % der Gesamtfläche Kambodschas einnehmen. Allerdings befanden sie sich zu großen Teilen in von den Roten Khmer kontrolliertem Gebiet und waren deshalb weder kontrollierbar noch finanzierbar. Seit 1993 kamen noch einige geschützte Wälder hinzu, so dass heute 43.000 km² oder 25 % des Landes unter Schutz stehen. Noch heute, nach dem Ende der Roten Khmer, gibt es in vielen Schutzgebieten Zugangsprobleme. Gefährdet sind sie durch die Erschließung von Siedlungsräumen, illegale Abholzung und die Nachfrage nach Tierorganen für die traditionelle Medizin. Außerdem fehlen die Ressourcen und teilweise auch der Wille zu einem effektiven Schutz.

### Städte

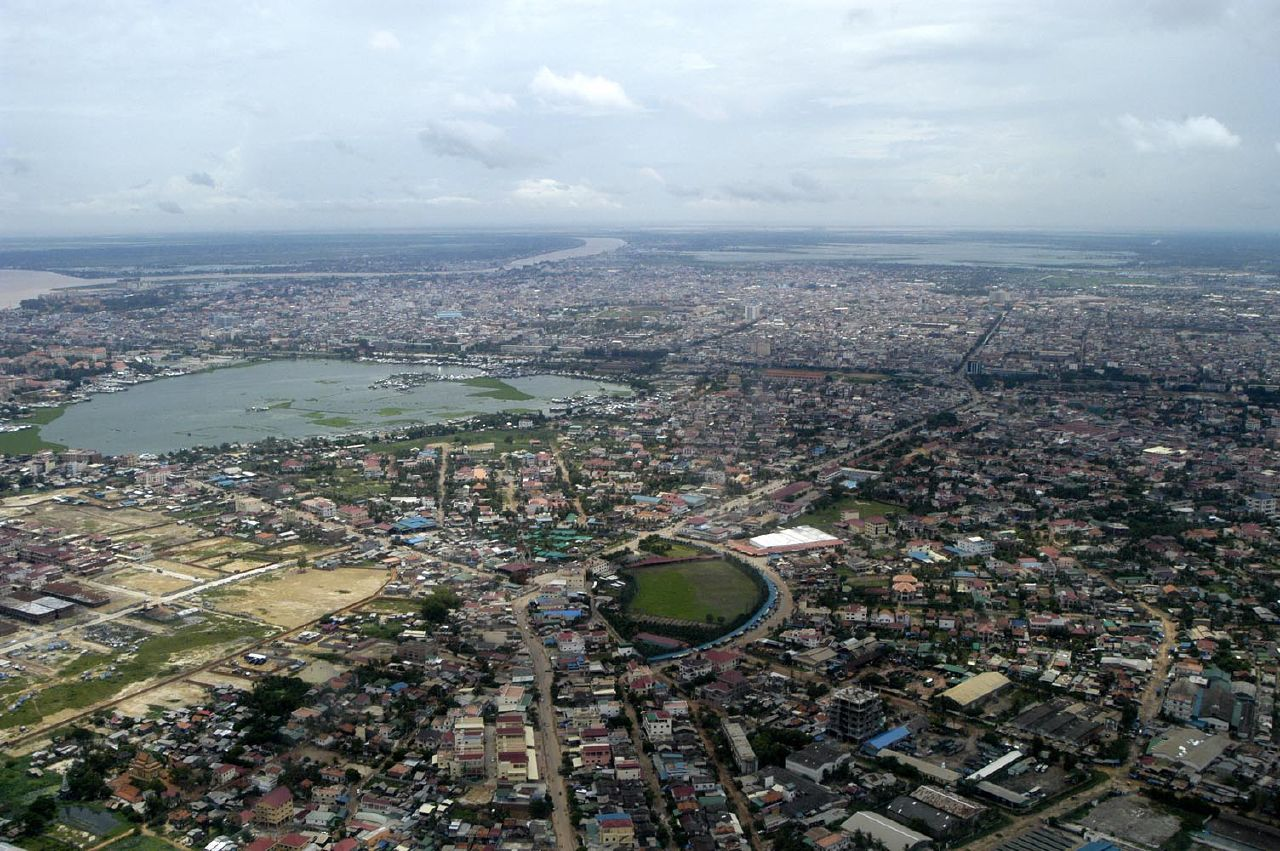
Luftbild Phnom Penhs (Blickrichtung Südost, September 2005). Links im Bild ist der 2011 zugeschüttete Boeung-Kak-See zu sehen

Im Jahr 2023 lebten 26 Prozent der Einwohner Kambodschas in Städten. Die größten Städte Kambodschas sind:
| Stadt           | Einwohner (Urban) | Einwohner (Rural) | Einwohner (Total) | Stand |
| --------------- | ----------------- | ----------------- | ----------------- | ----- |
| Phnom Penh      | 1.501.725         |                   |                   | 2010  |
| Sihanoukville   | 89.846            | 110.056           | 199.902           | 2008  |
| Battambang      | 180.318           | 844.345           | 1.024.663         | 2008  |
| Siem Reap       | 172.843           | 723.466           | 896.309           | 2008  |
| Kampong Chhnang | 42.809            | 428.807           | 471.616           | 2008  |
| Kampong Cham    | 118.154           | 1.562.540         | 1.680.694         | 2008  |
| Pursat          | 25.583            | 371.524           | 397.107           | 2008  |

## Bevölkerung

### Demografie
Kambodscha hatte 2022 16,8 Millionen Einwohner. Das jährliche Bevölkerungswachstum betrug + 1,1 %. Zum Bevölkerungswachstum trug ein Geburtenüberschuss (Geburtenziffer: 19,0 pro 1000 Einwohner vs. Sterbeziffer: 6,8 pro 1000 Einwohner) bei. Die Anzahl der Geburten pro Frau lag 2022 statistisch bei 2,3, die der Region Ostasien und Ozeanien betrug 1,5. Der Median des Alters der Bevölkerung lag im Jahr 2021 bei 26,5 Jahren. Im Jahr 2023 waren 28,6 Prozent der Bevölkerung unter 15 Jahre, während der Anteil der über 64-Jährigen 6,1 Prozent der Bevölkerung betrug.
| Jahr | Einwohnerzahl | Jahr | Einwohnerzahl |
| ---- | ------------- | ---- | ------------- |
| 1950 | 4.433.000     | 1985 | 07.713.000    |
| 1955 | 5.045.000     | 1990 | 08.973.000    |
| 1960 | 5.722.000     | 1995 | 10.654.000    |
| 1965 | 6.467.000     | 2000 | 12.152.000    |
| 1970 | 6.995.000     | 2005 | 13.270.000    |
| 1975 | 7.523.000     | 2010 | 14.309.000    |
| 1980 | 6.692.000     | 2020 | 16.719.000    |

### Bevölkerungsstruktur
Die Bevölkerung Kambodschas lebt zu 70 % in der Zentralebene, die Gebirgsregionen sind nur vereinzelt besiedelt. In den Städten leben heute nur etwa 25 % der Einwohner, was teilweise auch auf die Politik der Roten Khmer zurückzuführen ist, die die Städte evakuierten. So lebten 1978 nur noch 20.000 Menschen in Phnom Penh, nachdem es 1974 noch 2,5 Millionen gewesen waren.

Ethno-linguistische Karte Kambodschas aus dem Jahr 1972

Die Hauptbevölkerungsgruppe Kambodschas sind die Khmer, die offiziell 85–90 % der Gesamtbevölkerung stellen. Damit ist Kambodscha das ethnisch homogenste Land Südostasiens. Größte Minderheiten sind die Vietnamesen (5 %), die Cham (bis 3 %) und die Chinesen (etwa 1 %). Kleinere Minderheiten gibt es von Thais, Laoten sowie einer Reihe von Bergvölkern, die früher Moi genannt wurden und heute unter dem Namen Khmer Loeu („Hochland-Khmer“) zusammengefasst werden. Die offiziellen von der Regierung veröffentlichten Zahlen über den Anteil der Minderheiten an der Bevölkerung werden als etwas zu niedrig eingeschätzt.
Die Khmer leben seit dem 2. Jahrhundert n. Chr. in ihren heutigen Siedlungsgebieten; woher sie kamen, ist nicht vollständig geklärt. Vietnamesen leben bereits seit Ende des 17. Jahrhunderts als Reisbauern in Kambodscha, weitere kamen im 19. und frühen 20. Jahrhundert ins Land, da die französischen Kolonialherren Ämter bevorzugt an sie vergaben. Während der vietnamesischen Besatzung nach dem Sturz Pol Pots von 1979 bis 1989 folgte eine zweite Einwanderungswelle. Aus historischen Gründen gibt es noch immer Konflikte zwischen Vietnamesen und Khmer, die ihre Höhepunkte immer wieder in Pogromen erreichten, zuletzt in den 1990er Jahren; auch in der Politik gelten antivietnamesische Parolen als normal, beispielsweise von Seiten der Sam-Rainsy-Partei oder der FUNCINPEC. Heute leben viele Vietnamesen als Fischer in schwimmenden Dörfern auf dem Tonle Sap.
Chinesen leben seit der frühen Neuzeit vor allem in den Städten, wo sie als Händler und Handwerker tätig sind. Bis 1975 kontrollierten sie die Wirtschaft und das Verkehrswesen des Landes, unter der Herrschaft der Roten Khmer aber wurden viele von ihnen, genau wie Angehörige anderer Ethnien, getötet oder sie flohen. Seit Anfang der 1990er Jahre kehren sie langsam wieder zurück und sind mittlerweile, dank chinesischem Investment aus anderen Ländern, wieder eine wichtige ökonomische Kraft.
Die muslimischen Cham sind ein malaiisches Volk. Sie leben vor allem an den Küstengebieten und dem Unterlauf des Mekong, seit ihr Reich 1471 von Vietnam zerstört und annektiert wurde und viele von ihnen flohen. Ihr spirituelles Zentrum befindet sich in Chur-Changvra bei Phnom Penh. Die Cham sind traditionell Viehhändler, Seidenweber und Schlachter, da letzteres den buddhistischen Khmer traditionell nicht gestattet ist.
Die Bergvölker, die heute unter dem Namen Khmer Loeu (Hochland-Khmer) geführt werden, sind austroasiatisch- und malayo-polynesisch-sprachige Völker (u. a. Bunong, Kuy, Jarai), die in den bergigen Grenzgebieten zu Thailand und auch Vietnam leben. Die 21 Stämme leben traditionell als Halbnomaden, bauen Reis und Gemüse an, betreiben Brandrodung, halten Kühe, Hühner und Schweine als Nutztiere und sind animistischen Glaubens. Diese traditionelle Lebensweise wird immer mehr durch Sesshaftigkeit und Gebräuche der Khmer ersetzt. Im Gebiet um Battambang leben kleine Minderheiten der Shan, Thai und Lao. Sie sind Nachfahren von Bergleuten und Juwelieren, die zur Kolonialzeit in den Rubinminen von Pailin angestellt waren.
Mit nur 0,5 % ist der Ausländeranteil im Land sehr gering.

### Sprachen
Die Amtssprache Kambodschas ist Khmer, eine austroasiatische Sprache, die von 95 % der Einwohner des Landes gesprochen wird. Weitere Sprachen sind Vietnamesisch, Chinesisch, Cham sowie verschiedene andere Minderheitensprachen: Brao, Chong, Jarai, Kaco, Kraol, Kravet, Kr'ung, Lamam, Mnong, Pear, Samre, Sa'och, Somray, Stieng, Suoy und Tampuan.
Französisch war wegen der französischen Kolonialvergangenheit über ein Jahrhundert lang die beliebteste Fremdsprache und wurde bis 1975 auch in gebildeten Kreisen gesprochen, heute wird es auch aufgrund des vermehrten Tourismus aus englischsprachigen Ländern zunehmend durch Englisch abgelöst. Seit 1990, als das Lehren der englischen Sprache wieder legalisiert wurde, hat es dem Französischen an Beliebtheit deutlich den Rang abgelaufen. Zwischen Anhängern der beiden Sprachen entwickelten sich dadurch Spannungen, da die Franzosen weiterhin versuchen, ihre Kultur und Sprache in Kambodscha zu verbreiten, sowohl um das kulturelle Erbe zu bewahren, als auch um den Einflussverlust gering zu halten. Diese Bemühungen werden auch von der französischen Regierung finanziell unterstützt; obwohl sie einer der größten ausländischen Geldgeber ist, blieb der Erfolg gering: So verbrannten Studenten der Technischen Universität Phnom Penh 1995 aus Protest gegen die Unterrichtssprache ihre französischen Lehrbücher.

### Religionen

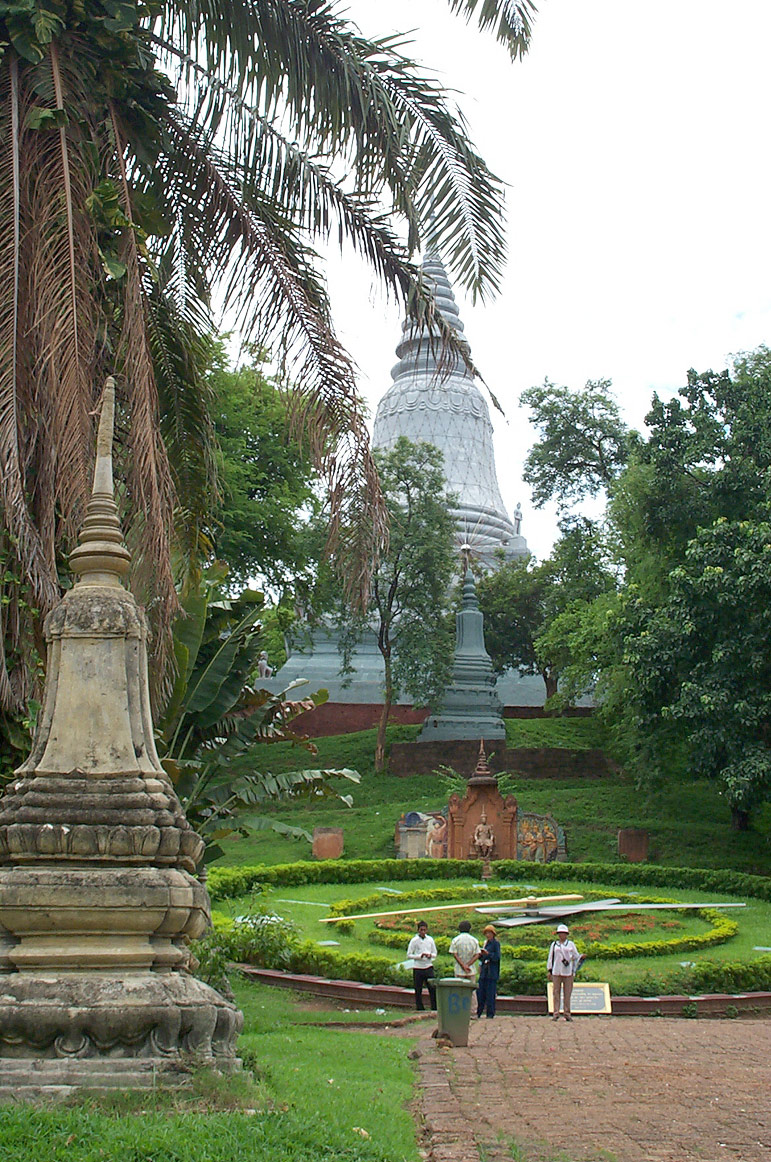
Der buddhistische Tempel Wat Phnom in der Hauptstadt

In Kambodscha sind rund 96,3 % der Bevölkerung Anhänger des Theravada-Buddhismus, der außer in Kambodscha auch in Thailand, Laos und Myanmar sowie Sri Lanka verbreitet ist. Weitere vertretene Glaubensrichtungen sind der Islam mit etwa 1,9 % (vor allem Sunniten bei den Cham) und das Christentum mit 0,4 bis einem Prozent, wovon die Neuapostolische Kirche die größte vertretene Konfession ist. Die katholische Kirche Kambodschas ist vor allem bei der Minderheit der Vietnamesen verbreitet. Bei manchen Bergvölkern haben sich auch ethnische Religionen gehalten, die Chinesen sind hauptsächlich Konfuzianer, Taoisten oder Mahayana-Buddhisten.
Der Theravada-Buddhismus, der ab dem 14. Jahrhundert den Hinduismus und den Mahayana-Buddhismus verdrängte, war bis 1975 und wieder ab den späten 1980er Jahren Staatsreligion. Heute ist er gesetzlich in der Verfassung verankert. Unter den Roten Khmer wurden etwa 25.000 buddhistische Mönche getötet. Ein Teil der Mönche wurde dazu gezwungen, die Robe abzulegen. Fast alle Wats und Moscheen wurden zerstört. In den 1990er Jahren wurden die meisten Glaubensstätten wieder aufgebaut – heute gibt es wieder 59.500 Mönche und 3.980 Wats. In Phnom Penh wurde mit saudi-arabischem Geld eine internationale Moschee gebaut.

### Bildung

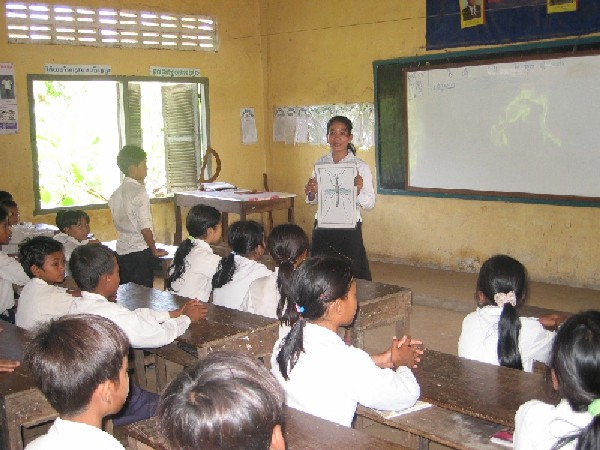
Kambodschanisches Klassenzimmer (2005)

Mindestens seit dem 13. Jahrhundert wurden zumeist Jungen von buddhistischen Mönchen in Wats in Religion, in Grundlagen von Lesen und anderen für das Leben im ländlichen Kambodscha wichtigen Fähigkeiten ausgebildet. Ein erstes Erziehungsgesetz wurde 1917 von den Franzosen erlassen und umfasste primäre und sekundäre Ausbildung in einem an das französische Modell angelehnten System, das allerdings sehr elitär war und vor allem dazu diente, Beamte für Französisch-Indochina auszubilden. Die erste Hochschule öffnete Ende der dreißiger Jahre. Nach der Unabhängigkeit wurde ein allgemeines Bildungssystem eingerichtet, das in den 1950er Jahren zunächst durch höhere technische Schulen und in den 1960er Jahren auch durch die Ermöglichung einer tertiären Bildung vervollständigt wurde. Die primären, niedrigen sekundären und hohen sekundären Schulen dauerten hier nach ungefährem französischem Vorbild sechs, vier bzw. drei Jahre.
Die Roten Khmer setzten nach ihrer Machtergreifung 1975 das alte Bildungssystem aus, zerstörten Lehrmaterialien systematisch und funktionierten die meisten Schulen zu anderen Zwecken um. Einige Primarschulen blieben offen, für ältere Schüler fanden unregelmäßig politische und technische Kurse statt. Zwar gab es ein Erziehungsministerium, und einige Lehrbücher wurden herausgegeben, doch alles in allem wirkten sich die Jahre von 1975 bis 1979 verheerend auf die durchschnittliche Bildung in der Bevölkerung aus; auch, da Intellektuelle systematisch verfolgt wurden. Beispielsweise wurden 75 bis 80 % der Erzieher getötet oder flohen. Nach dem Sturz der Roten Khmer 1979 wurden die alten Einrichtungen nach und nach wieder in Betrieb genommen, zunächst Vor-, Primar und Sekundarschulen, später auch die tertiäre Ausbildung und die Erwachsenenbildung. Der Verlust an Lehrkräften wurde dadurch kompensiert, dass Menschen mit jeder Art von Bildung als Lehrer eingesetzt wurden. Unterricht fand teilweise im Freien statt. Auch gab es Raten für die Schüler, die die obere Sekundarschule und Universitäten besuchen durften, wodurch Korruption, Begünstigung und Vetternwirtschaft entstanden, ein Problem, das heute noch besteht. Mit dem Ende der 1980er Jahre waren die bildungspolitischen Folgen des Regimes der Roten Khmer weitgehend überwunden.
Die Lage verbesserte sich ab 1990, als neue Schulen gebaut wurden und der für Bildungszwecke verwendete Anteil des Budgets stieg. Heute garantiert die Verfassung jedem Kambodschaner eine kostenlose, mindestens neun Jahre andauernde Schulbildung, „das Ministerium für Bildung, Jugend und Sport gibt aber zu, dass es sehr unwahrscheinlich sei, in der nahen Zukunft für jedes Kind die Gelegenheit zu schaffen, eine neunjährige Ausbildung zu ermöglichen“. Die Ausbildung soll seit 1996 aus einer lediglich regional durchgesetzten Vorschule und sechs Jahren Grundschule sowie drei Jahren unterer Sekundarschule bestehen. Nach der neunten Klasse kann man über eine Prüfung die höhere Sekundarschule erreichen, die weitere drei Jahre umfasst und mit einem weiteren Examen abgeschlossen wird, das zum Hochschulstudium berechtigt. Die Prüfungen sowie die knappen, begehrten Studienplätze führen wiederum zur Korruption.
Das Ministerium für Bildung, Jugend und Sport ist für nationale Richtlinien zuständig, auf unterer Ebene ist das Bildungssystem stark dezentralisiert. Es sieht sich vielen Schwierigkeiten gegenüber, darunter einem Mangel an qualifizierten Lehrern und Lehrmaterialien sowie fehlender Arbeitsmoral bzw. fehlendem pädagogischem Ethos aufgrund niedriger Löhne. Dies kann so weit gehen, dass Lehrer von Schülern Geld verlangen, damit diese am Unterricht teilnehmen können, oder dass der Unterricht aufgrund von Nebenbeschäftigungen des Lehrers teilweise ausfällt. Der Schulbesuch in ländlichen Gebieten bleibt begrenzt, da von den Kindern erwartet wird, auf den Feldern zu helfen. Daraus resultieren Qualitätsunterschiede zwischen der Bildung in städtischen und ländlichen Gebieten. Insgesamt bezahlen die Eltern im Vergleich zum Staat sechs Mal so viel für die Ausbildung der Kinder, was dazu führt, dass manchmal nicht alle Kinder einer Familie zur Schule gehen können. Dadurch erklären sich der Überschuss an männlichen Schülern, besonders an weiterführenden Schulen, und das allgemein schlechtere Bildungsniveau der Frauen. Auf allen Ebenen existieren zusätzlich Privatschulen, etwa für die Kinder ethnischer Minderheiten oder westlicher Ausländer. Buddhistische Schulen sollen staatliche Fördergelder erhalten.
Die Alphabetisierungsrate liegt bei 77,2 % (Schätzung 2015), wobei Männer mit 84,5 % deutlich besser alphabetisiert sind als Frauen mit 70,5 %. Die Bevölkerungsdichte beträgt 78 Einwohner pro Quadratkilometer.
2003 gründete Kim Hourn Kao die University of Cambodia (UC) und danach weitere akademische Einrichtungen.

### Gesundheit

Entwicklung der Kindersterblichkeit (Tode pro 1000 Geburten)

Die Gesundheitsausgaben des Landes betrugen im Jahr 2021 7,5 % des Bruttoinlandsprodukts. Das kambodschanische Gesundheitssystem hat auf weiten Strecken mit ähnlichen Problemen zu kämpfen wie das Bildungssystem. Eine staatliche Krankenversorgung fehlt ebenso wie technische Ausrüstung; die niedrigen Löhne in staatlichen Krankenhäusern geben den Angestellten Anlass zur Korruption, zur Fälschung von Statistiken, um mehr Geld und Medikamente zu erhalten, und zum Verkauf von Medizin auf dem Schwarzmarkt. Verbreitet ist dazu das System, viele teure Spritzen zu verabreichen, was durch die Mehrfachverwendung von Nadeln wiederum eine Mitschuld an der Verbreitung von HIV trägt. Die meistverbreitete Darstellung zur Einführung des HI-Virus besagt, dass dieses durch an der UN-Mission von 1993 teilnehmende Soldaten eingeschleppt wurde. Heute leiden etwa 2,6 % der Bevölkerung an der Immunschwäche. Nachbehandlungen und Pflege finden kaum in staatlichen Krankenhäusern statt, vielmehr sind die Familien der Kranken für die Versorgung mit Lebensmitteln, Kleidung und Medikamenten zuständig. In Phnom Penh gibt es auch eine Reihe westlich ausgerichteter Privatkliniken, die einen höheren Standard erreichen; in den Provinzhauptstädten werden die Einrichtungen häufig von westlichen Entwicklungsgesellschaften wie den Ärzten ohne Grenzen geleitet und betrieben. Kantha Bopha betreibt fünf Spitäler, die Kinder kostenlos versorgen. Im Jahr 2019 praktizierten in Kambodscha 2,1 Ärztinnen und Ärzte je 10.000 Einwohner.
Die Lebenserwartung der Einwohner Kambodschas ab der Geburt lag 2022 bei 69,9 Jahren (Frauen: 72,6, Männer: 67,1). Die häufigsten Todesursachen sind Kreislauf- und Infektionskrankheiten sowie Krebs. Die Malaria ist ein Problem, da die Erreger in einigen Gebieten an der Grenze zu Thailand fast vollständig resistent gegen Antibiotika sind. Insgesamt kommt ein Arzt auf 3.333 Einwohner, lediglich 50 überlebten das Regime der Roten Khmer.
Auf dem Land ist nach wie vor die traditionelle Medizin (thnam boran) populär. Medizinmänner und Schamanen sind weit verbreitet und genießen manchmal mehr Vertrauen als die Ärzte. Auch in den Städten sind noch verschiedene Rituale zur Austreibung böser Geister beliebt, etwa das Schröpfen. Weitere Alternativen zur Schulmedizin sind die traditionelle Medizin der Wats mit Kräutern, Segnungen und Zeremonien sowie die traditionelle chinesische Medizin.
Nachdem das Gesundheitssystem unter den Roten Khmer komplett zusammengebrochen war, konnten in den letzten Jahren deutliche Fortschritte im Kampf gegen Kinder- und Müttersterblichkeit sowie bei der Steigerung der Lebenserwartung gemacht werden.
Die Sterblichkeit bei unter 5-jährigen betrug 2022 23,7 pro 1000 Lebendgeburten.
Ebenfalls zurückgegangen ist der Anteil der unterernährten Bevölkerung (von 31 % im Jahre 1991 auf 14 % im Jahre 2015).

## Geschichte

### Frühe Staaten und Khmer-Reich
Der Unterlauf des Mekong war bereits im 4. Jahrhundert v. Chr. von Khmer, Cham und Funanesen besiedelt. Im 1. Jahrhundert n. Chr. entstanden in Indochina die Reiche Funan und Chenla, wobei letzteres ein Vasallenstaat Funans war. Im 6. Jahrhundert übernahm Chenla das hinduistisch geprägte Funan, und es entstand ein Großreich, das 250 Jahre lang die wichtigste Macht in der Region war und nach Unruhen wieder in zwei Teile zerfiel. Im 9. Jahrhundert entstand ein neues Khmer-Reich, dessen Hauptstadt seit 889 Angkor war und das seinen Machthöhepunkt im 12. Jahrhundert erreichte: Es beherrschte Südostasien von Malakka bis zum Isthmus von Kra sowie Laos und Teile Vietnams. In diese Zeit fällt auch die kulturelle Blüte; der damals errichtete Tempelkomplex Angkor Wat steht noch heute. Um 1200 hatte Angkor etwa eine Million Einwohner und war damit wohl die damals größte Stadt der Welt.
Jayavarman VII. war der erste König, der den hinduistisch orientierten Linga-Kult durch den bereits im 9. Jahrhundert durch das Reich Srivijaya nach Kambodscha gekommenen Buddhismus ersetzte. Dadurch verloren die Könige ihren gottgleichen Status, was zu einer innenpolitischen Schwächung führte. Im 13. Jahrhundert entstand im Westen das Sukhothai-Reich, das sich zu einem starken regionalen Konkurrenten entwickelte. Dessen Nachfolgereich Ayutthaya eroberte 1353 Angkor. Die Thai-Besatzer zogen sich zwar bald wieder zurück, doch Kriege mit Cham und Shan verhinderten eine Stabilisierung des Angkor-Reichs. 1431 wurde Angkor erneut erobert, woraufhin die Hauptstadt nach Phnom Penh verlegt wurde. In den Jahrhunderten darauf herrschte ständig Krieg mit Thai und Vietnamesen; die einzige Ausnahme war das 16. Jahrhundert, als der Druck von Westen durch ein Erstarken Burmas gemildert wurde und das Khmer-Reich eine Spätblüte erlebte. Im 17. und 18. Jahrhundert eroberte Vietnam große Teile des Mekongdeltas, während Thailand die Nordgebiete des Reichs besetzte.

### Französische Kolonialherrschaft und Vietnamkrieg

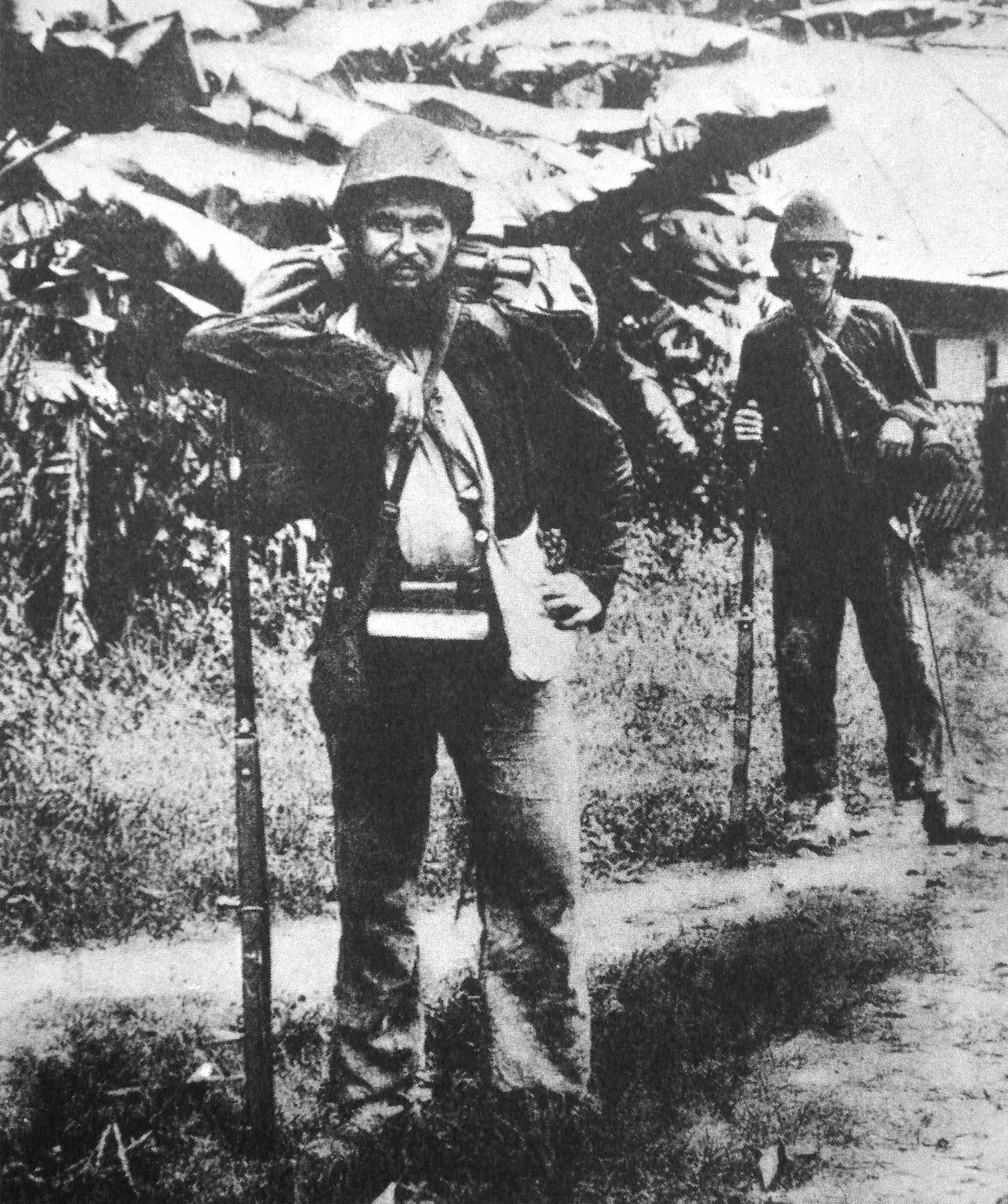
Französische Kolonialsoldaten, 1888

Um eine völlige Übernahme des Reichs durch Thailand und Vietnam zu verhindern, wandte sich Kambodscha an Frankreich, das 1859 das südliche Vietnam eingenommen hatte. 1863 wurde das Land unter König Norodom I. zum Protektorat Frankreichs, 1887 ging es gemeinsam mit Vietnam und später auch Laos in der Indochinesischen Union auf. Ab 1884 war Kambodscha praktisch eine Kolonie Frankreichs, wenngleich die Monarchie bestehen blieb. Unter französischer Führung wurden Naturkautschukplantagen angelegt und Eisenbahnen gebaut, abgesehen davon unternahm Frankreich kaum Anstrengungen, das Land zu modernisieren. Im Jahre 1884 wurde die Sklaverei abgeschafft, im Jahre 1913 ein Konsultativrat geschaffen, der den König kontrollieren sollte. Gemeindeverwaltungen, die die Gemeinden im Auftrag der Kolonialmacht leiten sollten, wurden gegründet. Die an Einheimische zu vergebenden Posten wurden zumeist mit Vietnamesen besetzt. Da die Franzosen aber auch hohe Abgaben verlangten und einen nicht entlohnten Arbeitsdienst einführten, bildeten sich Widerstandsbewegungen wie etwa die Khmer Issarak (Freie Khmer).
Während des Zweiten Weltkriegs musste Frankreich dem Japanischen Kaiserreich erlauben, in Kambodscha Truppen zu stationieren. Der 1941 von den Franzosen eingesetzte König Norodom Sihanouk folgte den panasiatischen Aufrufen Japans, kündigte am 12. März 1945 noch unter dem Schutz japanischer Truppen einseitig alle Verträge mit Frankreich und erklärte die Unabhängigkeit. Dies musste nach der Kapitulation Japans zurückgenommen werden. Die Khmer Issarak verbündeten sich mit den vietnamesischen Vietminh und führten gemeinsam mit ihnen einen Guerillakrieg gegen die Franzosen. Kambodscha bekam im Jahre 1947 eine Verfassung und im Jahre 1949 die Unabhängigkeit im Rahmen der französischen Union. Im Jahre 1953 erhielt es seine vollständige staatliche Souveränität.
In den ersten Jahren nach der Unabhängigkeit regierte Sihanouk das Land als Autokrat. Sowohl die bürgerliche als auch die kommunistische Opposition wurden unterdrückt. Wenngleich er im Vietnamkrieg um Neutralität bemüht war, tolerierte er die Aktivitäten Südvietnams und der Vietminh im Osten des Landes. Im Jahre 1970 stürzten kambodschanische Offiziere unter General Lon Nol mit amerikanischer Hilfe die Regierung und gründeten die Republik Khmer. Die Regierungszeit von Lon Nol war chaotisch: Sihanouk verbündete sich mit den Kommunisten und bekämpfte die Lon-Nol-Regierung im Kambodschanischen Bürgerkrieg. Sihanouk schuf dafür eine Exilregierung in Peking. Im Laufe der Zeit verlor die Regierung die Kontrolle über große Teile des Landes. Am 17. April 1975 eroberten die kommunistischen Truppen, die sich mittlerweile als Rote Khmer bezeichneten, die Hauptstadt Phnom Penh, während parallel dazu die Việt cộng die südvietnamesische Hauptstadt Saigon einnahmen. Neuer Staatschef wurde Khieu Samphan, neuer Ministerpräsident Pol Pot.

### Rote Khmer bis Friedensabkommen von Paris

Flagge des Demokratischen Kampuchea (1975–1979)

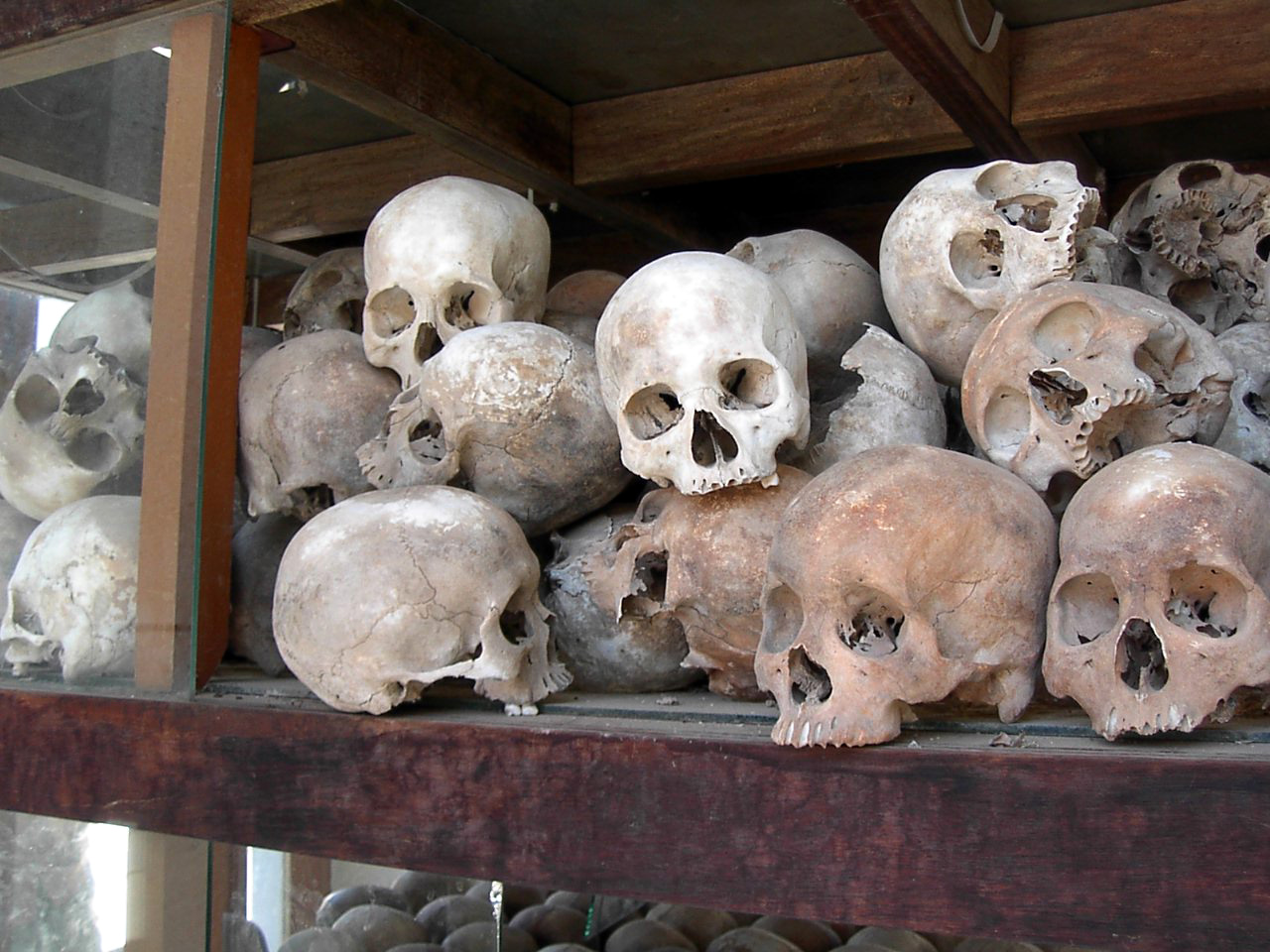
Schädel in Choeung Ek, Gedenkstätte für die Opfer der Roten Khmer

Die Roten Khmer errichteten ein extrem repressives Regime mit dem Ziel, eine egalitäre Gesellschaft nach maoistischem Muster zu schaffen. Es kam zu Zwangsumsiedelungen von der Stadt auf das Land, zu Zwangsarbeit, Kollektivierung und Massentötungen. Gewalt richtete sich gegen Beamte und Repräsentanten der vorhergegangenen Regierungen, gegen Intellektuelle und Lehrer und Menschen, die man für solche hielt, und gegen ethnische Minderheiten. Mehrere politische Säuberungswellen richteten sich auch gegen das Regime selbst. Dies und die starke Misswirtschaft führten zu einem schnellen Zerfall des Regimes. Die Zahlen über die Opfer des Regimes der Roten Khmer variieren je nach Quelle und reichen von 740.800 Opfern bis zu 2,2 Millionen Getöteten. Das Rote-Khmer-Tribunal nennt eine Zahl von 1,7 bis 2,2 Mio. Opfern.
Die Gewalt der fremdenfeindlichen Roten Khmer richtete sich insbesondere gegen die ethnischen Vietnamesen in Kambodscha und in zunehmendem Maße gegen den Nachbarstaat Vietnam. Dies führte zum Einmarsch der vietnamesischen Armee im Dezember 1978 und zum Sturz des Regimes der Roten Khmer wenige Wochen später. Damit begann die Herrschaft der sozialistischen Kampucheanischen Revolutionären Volkspartei, die sich auf die Unterstützung des vietnamesischen Militärs und auf sowjetische Wirtschafts- und Finanzhilfe stützte. Im Jahre 1985 übernahm Hun Sen das Amt des Premierministers. Die Roten Khmer hatten sich nach Nordwestkambodscha zurückgezogen, von wo aus sie die Regierung der Volkspartei bekämpften und mit Royalisten und bürgerlichen Gruppierungen eine Exilregierung namens Koalitionsregierung des Demokratischen Kampuchea bildeten. Diese Exilregierung wurde von der Volksrepublik China, den USA, Thailand und Teilen der ASEAN-Staaten unterstützt. Das Ende des Kalten Krieges eröffnete die Möglichkeit zur Lösung dieses Konfliktes. Die Regierung Indonesiens vermittelte Gespräche zwischen den beiden Kriegsparteien, die im Jahre 1991 im Pariser Friedensvertrag und einer politischen Neuordnung mit Hilfe der Vereinten Nationen mündeten.

### Heutiges Kambodscha

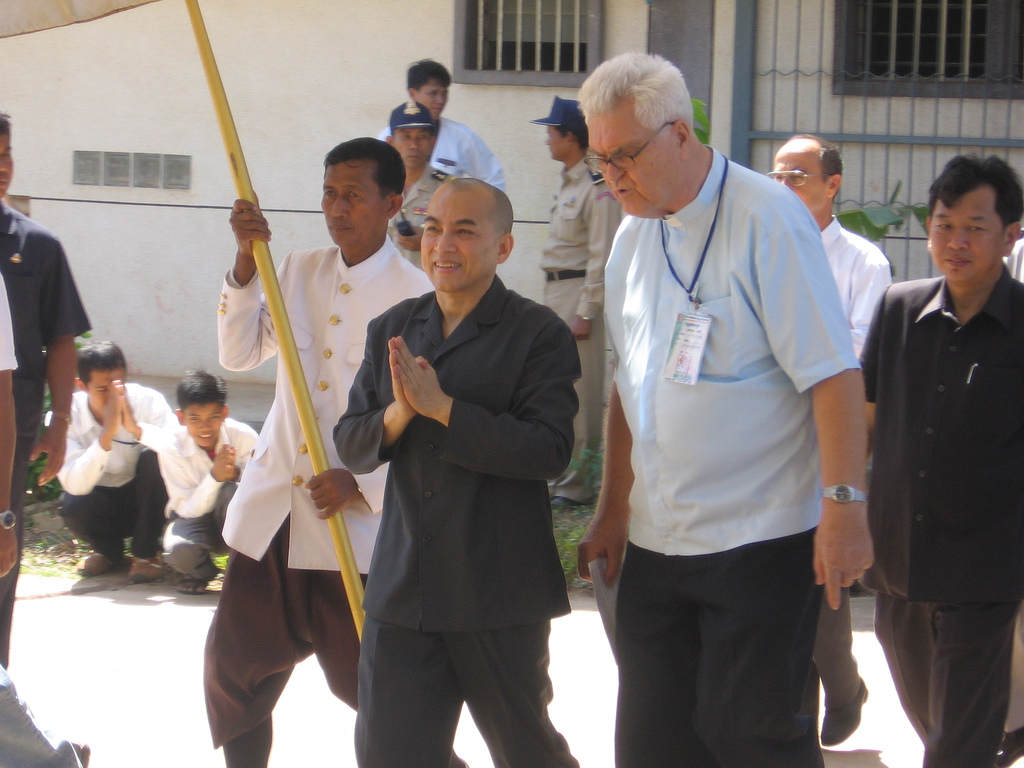
Norodom Sihamoni, kambodschanischer König

Der am 23. Oktober 1991 geschlossene Friedensvertrag sah vor, dass eine Übergangsregierung unter Führung der UNO (UNTAC) während eines Zeitraumes von 18 Monaten einen Waffenstillstand durchsetzen und die Sicherheit garantieren sollte, dass Wahlen zu einer verfassungsgebenden Versammlung durchgeführt und alle Kriegsparteien ihre Truppen demobilisieren würden. Auf kambodschanischer Seite wurde ein Oberster Nationalrat gegründet, dem alle maßgeblichen Parteien angehörten und der die Direktiven der UNTAC umzusetzen hatte. Die UNTAC konnte die von der Kambodschanischen Volkspartei dominierten Behörden jedoch nur teilweise unter eine neutrale Aufsicht stellen. Bereits 1992 zogen sich die Roten Khmer aus dem Friedensprozess zurück und es wurde nur ein Viertel der Soldaten demobilisiert. Aus den Wahlen zur verfassungsgebenden Versammlung im Jahre 1993 ging die Volkspartei als Verlierer hervor. Hun Sen kündigte an, das Ergebnis nicht anzuerkennen und drohte mit Krieg. Einige von der Volkspartei kontrollierte Provinzen erklärten sich von Kambodscha unabhängig. Vor diesem Hintergrund wurde eine Große Koalition der royalistischen FUNCINPEC unter Sihanouks Sohn Norodom Ranariddh mit Hun Sens Volkspartei ausverhandelt. Die verfassungsgebende Versammlung verabschiedete eine Verfassung, die Kambodscha als parlamentarische Monarchie und demokratischen Verfassungsstaat definierte. Norodom Sihanouk wurde König, die UNO-Mission endete.
Die Roten Khmer, die den Vertrag mitunterzeichnet hatten, boykottierten die Wahlen in den von ihnen besetzten Nordprovinzen und ließen sich nicht entwaffnen. Die UN reagierten 1992 mit Wirtschaftssanktionen, die vor allem den Verkauf von Tropenholz und Erdöl betrafen, wobei Ersteres eine wichtige Einnahmequelle der Roten Khmer darstellte. Außerdem wurde die Beschlagnahmung von Auslandsvermögen angedroht. Die Roten Khmer antworteten mit der Entführung von UN-Truppenangehörigen und setzten ihren Guerillakampf fort. Tausende flohen aus Angst vor neuen Massenmorden. Nach einer letzten Verschärfung der Kämpfe begann die Gruppe ab 1996 auseinanderzubrechen. Ieng Sary, der Statthalter von Pailin, lief zur Regierung über. Im selben Jahr wurde Pol Pot durch die Gruppe in einem Schauprozess zu lebenslanger Haft verurteilt. Durch die sich zurückziehenden Roten Khmer inzwischen als Verräter angesehen, starb er als ihr Gefangener im April 1998 im Hausarrest unter nicht vollständig geklärten Umständen. Ende 1998 ergaben sich die letzten Einheiten der Roten Khmer im kambodschanisch-thailändischen Grenzgebiet.
Ende der 1990er Jahre wuchsen die Spannungen zwischen den beiden Ministerpräsidenten; der Kompromiss, der zur Machtteilung gefunden worden war, erwies sich als zu schwach. Es kam im Jahre 1997 zu offenen kriegerischen Auseinandersetzungen, aus denen Hun Sen als Sieger hervorging. Damit begann die Errichtung eines Regimes, in dem Hun Sens Volkspartei autoritär regiert und den politischen Wettbewerb so zu ihren Gunsten manipuliert, dass sie die Kontrolle über Parlament und Kommunalräte behält. Das Regime erkauft sich die Gefolgschaft der Beamtenschaft, des Militärs, von Unternehmern und auch von Oppositionspolitikern durch die Vergabe von Posten, die der persönlichen Bereicherung dienen können. Gegen die Zivilgesellschaft, Journalisten und kritische Oppositionspolitiker wird mit Repression vorgegangen, gleichzeitig stellt sich die Volkspartei – vor allem gegenüber Gebern von Entwicklungshilfe – als jene Kraft dar, die als einzige in der Lage ist, Kambodscha wirtschaftlich und sozial voranzubringen und den Frieden sicherzustellen.

## Politik

### Politisches System

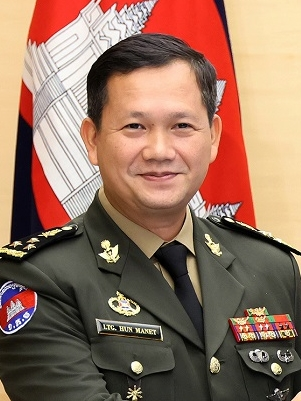
Hun Manet, Kambodschas Premierminister

Die am 24. September 1993 in Kraft getretene Verfassung Kambodschas definiert Kambodscha als parlamentarische Wahlmonarchie, in der die Exekutive aus dem König und einem vom Ministerpräsidenten geführten Ministerrat besteht und die Legislative aus einer direkt gewählten Nationalversammlung und einem indirekt gewählten Senat besteht. Trotz der formellen Gewaltenteilung trägt das politische System Kambodschas autoritäre Elemente in sich, die zu einer übermäßigen Dominanz des Ministerpräsidenten führt. Die Volkspartei des Ministerpräsidenten schafft es, durch Manipulation des politischen Lebens und durch die Gewährung von Möglichkeiten zur persönlichen Bereicherung die Kooptation von Beamten, Unternehmern und Oppositionellen ihre Vormachtstellung zu sichern.
Die Spielräume für Pluralismus schrumpfen deutlich und kontinuierlich, die Bürger haben in die politischen Institutionen ein unterdurchschnittliches Vertrauen, und die Früchte der wirtschaftlichen Entwicklung kommen nur einem kleinen Kreis von politischen Günstlingen der Regierungspartei zugute.

#### Exekutive

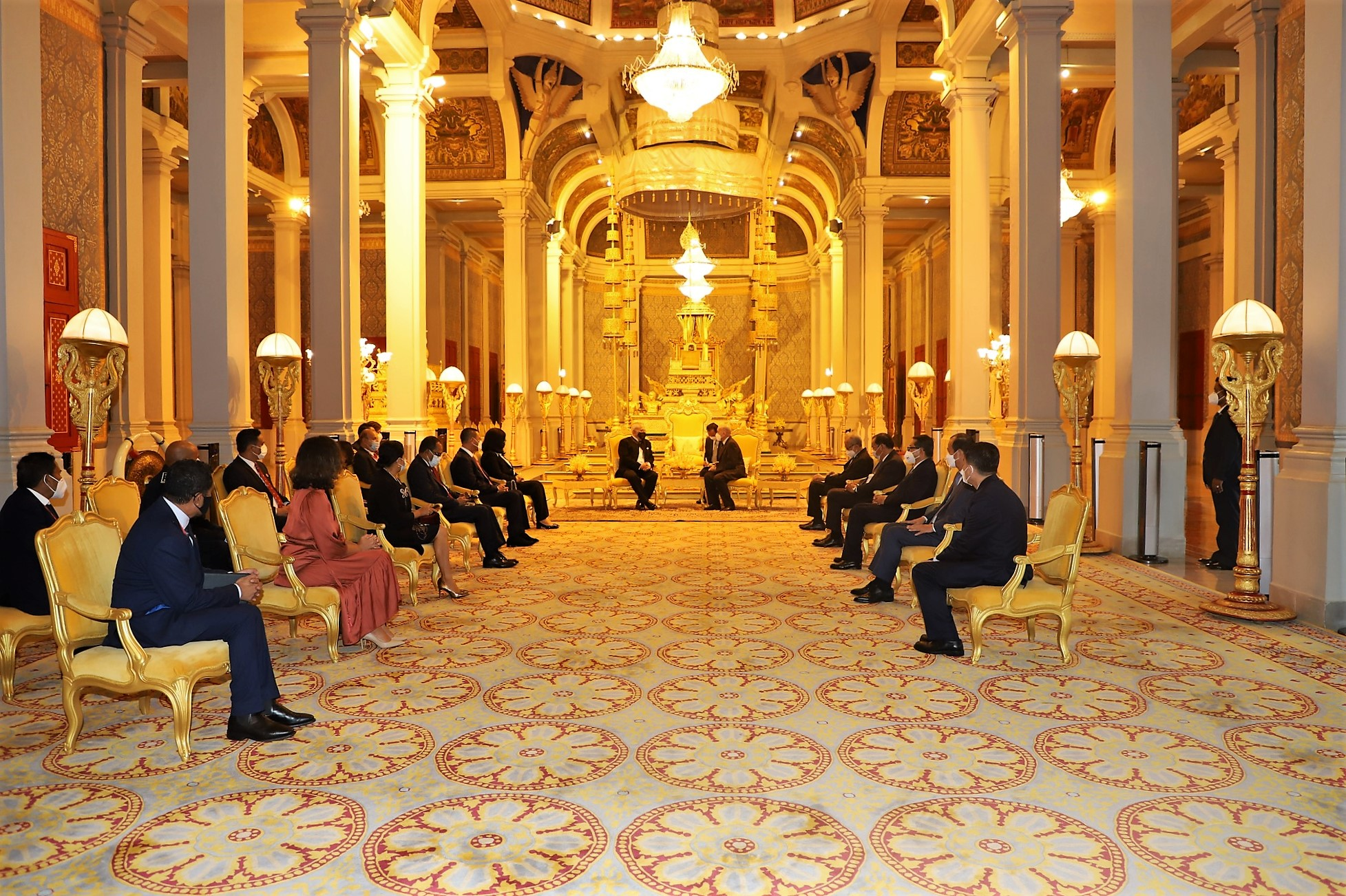
Der Thronsaal im Königspalast

##### König
Das Staatsoberhaupt Kambodschas ist der vom Thronrat gewählte König, seit dem 29. Oktober 2004 ist dies König Norodom Sihamoni. Der Thronfolger muss ein Mindestalter von 30 Jahren haben und der königlichen Familie angehören, während dem Thronrat die Präsidenten und Vizepräsidenten von Nationalversammlung und Senat, der Premierminister sowie die Oberhäupter des Mahayana- und des Theravada-Buddhismus angehören. Der König symbolisiert die Einheit und Ewigkeit der kambodschanischen Nation und hat darüber hinaus nur zeremonielle und repräsentative Funktionen. Er schlichtet bei Verfassungskonflikten, ernennt die Regierung, hohe Beamte und Botschafter, unterschreibt Gesetze und internationale Verträge und ist Vorsitzender des Verteidigungsrates. Er darf jedoch nicht regieren, die Regierung entlassen, er hat keine Prüfungs- oder Auswahlkompetenzen und keinen politischen Ermessensspielraum. Der Einfluss des Königs auf das politische Geschehen ist mithin niedrig, mit sinkender Tendenz. Unabhängig ist er nur bei der Ausübung der Macht des Wortes und bei Begnadigungen.

##### Regierung
Die Königliche Regierung wird vom Ministerrat mit dem Ministerpräsidenten gebildet. Ministerrat und Ministerpräsident werden von der Nationalversammlung bestimmt und vom König ernannt. Der Ministerpräsident spielt in der Regierungsführung die zentrale Rolle, das Gesetz gibt ihm uneingeschränkte Organisations- und Leitungsfunktion. Abgesehen davon ist der Regierungsapparat überdimensioniert, es wurden zahlreiche Posten mit stark fragmentierten Zuständigkeiten geschaffen, um Mitglieder oder Freunde der Regierungspartei mit Posten zu versorgen und um den Machterhalt des Ministerpräsidenten abzusichern.

#### Legislative
Die Legislative besteht aus zwei Kammern. Die erste ist die Nationalversammlung mit mindestens 120 Abgeordneten. Die Abgeordneten werden für eine Legislaturperiode von fünf Jahren direkt nach Verhältniswahlrecht mit geschlossenen Parteilisten gewählt. Die Nationalversammlung wählt den Premierminister und die Mitglieder des Ministerrates mit absoluter Mehrheit. Ihre Aufgabe ist es, die Regierung zu kontrollieren, sie hat das Recht, dem Premierminister oder anderen Regierungsmitgliedern das Misstrauen auszusprechen. Sie beschließt die Zustimmung zu internationalen Verträgen und bestätigt die Ernennung hochrangiger Beamter oder Offiziere.
Der Senat, der höchstens halb so groß ist wie die Nationalversammlung, wird für eine Legislaturperiode von sechs Jahren gewählt. Zwei der Senatoren werden vom König und zwei weitere von der Nationalversammlung bestimmt; der Rest wird von den Gemeinderäten gewählt. Der Senatspräsident vertritt den König bei dessen Abwesenheit oder Krankheit. Die Rolle des Senates im politischen Leben Kambodschas ist vernachlässigbar. Da seine Mitglieder in der Regel von der Regierungspartei, die die Gemeinden beherrscht, gewählt werden, übt er über die Regierung keine parlamentarische Kontrolle aus. Er gilt deshalb als Instrument, mit dem die Regierungspartei Personen mit Posten, Status und Zugang zu geldwerten Vorteilen versorgt.
Gesetze werden mit absoluter Mehrheit in der Nationalversammlung beschlossen (Verfassungsgesetze mit Zweidrittelmehrheit), wobei das Recht zu Gesetzesinitiativen beim Premierminister, den Senatoren oder Abgeordneten liegt. Der Senat hat das Recht, gegen Gesetze Einspruch zu erheben, wird das Gesetz in diesem Fall von der Nationalversammlung erneut beschlossen und vom König unterschrieben, erlangt es Gültigkeit. In der Praxis übt nur der Premierminister das Recht zu Gesetzesinitiativen aus. Die Regierung verwehrt der Opposition – sofern im Parlament vertreten – ihre Rechte, indem sie sie nicht in Ausschüsse einbindet und ihrer Berichtspflicht gegenüber dem Parlament nicht oder nur eingeschränkt nachkommt.
Nach der umstrittenen Parlamentswahl in Kambodscha 2018 stellt die Kambodschanische Volkspartei alle 125 Abgeordneten der Nationalversammlung, nachdem die größte Oppositionspartei, die Nationale Rettungspartei Kambodschas, aufgelöst worden war.

#### Parteien

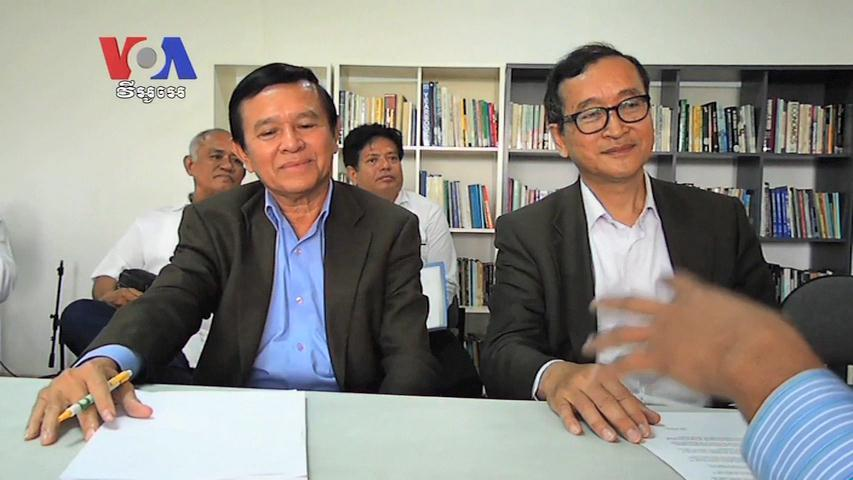
Kem Sokha, Vorsitzender der früheren Menschenrechtspartei und danach der inzwischen aufgelösten Nationalen Rettungspartei Kambodschas (links), und Sam Rainsy, Vorsitzender der früheren nach ihm benannten Partei und bis zu seiner Exilierung Vorsitzender der Nationalen Rettungspartei Kambodschas

Die ersten kambodschanischen Parteien entstanden in den 1950er Jahren, keine der Parteien hat jedoch die politischen Umwälzungen der vergangenen Jahrzehnte überdauert. Heute ist Kambodscha ein asymmetrisches Zweiparteiensystem, bei der die Hegemonie der Volkspartei strukturell verankert ist. Politischen Mitbewerbern wird keine Chancengleichheit eingeräumt.
Die regierende Kambodschanische Volkspartei ist die mit großem Abstand wichtigste Partei Kambodschas. Sie ging aus dem provietnamesischen Flügel der marxistischen Revolutionäre Volkspartei der Khmer hervor, die Umbenennung erfolgte 1989. Wenngleich sie sich zur Monarchie und zum Privateigentum bekennt, ist sie bis heute nach leninistischem Muster aufgebaut, bei dem das Politbüro das eigentliche Führungszentrum darstellt. Sie hat die Rolle einer dominierenden Partei, kontrolliert Militär, Staatsfunktionäre und staatsnahe Medien. Ihre führenden Mitglieder sind Hun Sen, der seit 1985 Regierungschef war und dank eines Systems aus Patronage und Kooptation zum unbestrittenen Führer der Partei geworden ist. Als Regierungspartei hat die Volkspartei den Vorteil, auf staatliche Strukturen zurückgreifen zu können, wo die parteieigenen Strukturen zu schwach oder nicht vorhanden sind. Dadurch ist sie in den ländlichen Regionen besonders stark verankert. Ihr Generalsekretär ist Chea Sim. Sie besetzt nach den Wahlen zur Nationalversammlung vom 29. Juli 2018 und den Senatswahlen vom 25. Februar 2018 sämtliche Sitze in beiden Kammern.
Die Opposition konnte seit 1993 nie solide Strukturen aufbauen und litt unter häufigen Abspaltungen. Die FUNCINPEC ging auf die 1980er Jahre zurück, als sie unter König Sihanouk am Kampf gegen die vietnamesische Besatzung teilnahm. Sie war in den 1990er Jahren in einer Koalition mit Hun Sens Volkspartei und hat seitdem beständig zugunsten der Volkspartei an Macht verloren. Die Sam-Rainsy-Partei war eine Abspaltung der Kambodschanischen Nationalpartei, die sich ihrerseits 1995 von der FUNCINPEC abgespalten hatte. Sie war Mitglied der Liberalen Internationalen und schloss sich im Jahre 2013 mit der Menschenrechtspartei zur Nationalen Rettungspartei Kambodschas zusammen. Die Rettungspartei betrieb eine wenig konstruktive Oppositionspolitik und bediente vor allem anti-vietnamesische Vorbehalte. Die Wähler der Oppositionsparteien befanden sich vor allem im Bildungsbürgertum der Hauptstadt und angrenzenden Provinzen. Mitte November 2017 wurde die Partei vom Obersten Gerichtshof Kambodschas verboten, weil sie ihre Anhänger nach den letzten Wahlen im Jahr 2013 zu Demonstrationen aufgestachelt habe, um damit den Sturz der Regierung herbeizuführen.
Die zahlreichen Kleinparteien spielen im politischen Leben Kambodschas keine nennenswerte Rolle.

#### Wahlen
Die ersten Wahlen in Kambodscha fanden 1946 statt, danach wurden bis 1992 zehn Parlaments- und eine Präsidentschaftswahl abgehalten. Beim größten Teil dieser Wahlen gab es aber keinen wirklichen politischen Wettbewerb.
Das aktive und passive Frauenwahlrecht wurde am 25. September 1956 eingeführt. Im März 1958 saß erstmals eine Frau im nationalen Parlament. Keine Frau wurde ins Unterhaus gewählt, bevor 1976 das Einkammersystem eingeführt wurde.
Seit 1993 finden alle fünf Jahre Wahlen zur Nationalversammlung statt, seit 2003 werden Gemeinderatswahlen durchgeführt. Dabei sind alle Bürger ab 18 Jahren aktiv und ab 25 Jahren passiv wahlberechtigt. Bei den Wahlen zur Nationalversammlung wird nach kantonalem Verhältniswahlrecht mit starren Parteilisten gewählt. Das Niveau der Gewalt, das die Wahlgänge begleitet, ist seit den 1990er Jahren stark zurückgegangen.
In der Praxis werden alle Wahlgänge vom Regime manipuliert. Das Wahlrecht bevorzugt Großparteien, indem es eine relativ hohe natürliche Sperrhürde aufbaut. Vor den Wahlen werden Wählerlisten verfälscht, Wähler oder Oppositionelle werden eingeschüchtert und Stimmen gekauft. So konnten an den Parlamentswahlen 2013 1,5 Millionen von 9,6 Millionen Wahlberechtigten aufgrund fehlerhafter Wählerverzeichnisse ihre Stimme nicht abgeben. Für die regierende Volkspartei dienen Wahlen somit der Machtkonsolidierung, in deren Zuge sie die Zustimmung zu ihrer Herrschaft ermittelt und Legitimation nach außen darstellt. Darüber hinaus wird potentiellen Oppositionsparteien der Zugang zu Medien verwehrt. Da die Parteienfinanzierung ungeregelt ist, sind die Oppositionsparteien finanziell schwach, während die Regierungspartei auf Ressourcen des Staates zurückgreifen kann.

### Judikative und Recht
Die während der französischen Herrschaft eingerichteten Grundzüge eines Justizsystems wurden während der Herrschaft der Roten Khmer vollständig zerstört; ab 1979 wurde ein formell marxistisch-sozialistisches Rechtssystem aufgebaut, das in großen Teilen des Landes jedoch nie durchgesetzt wurde.
Seit 1991 wird eine Gesetzgebung bestehend aus der Verfassung, einem Strafrecht nach französischem Vorbild, einem bürgerlichen Recht nach japanischem Vorbild, königlichen Dekreten und Verordnungen des Ministerrates und des Ministerpräsidenten geschaffen. Auf dem Land sind darüber hinaus Gewohnheitsrecht und informelle Mediation weit verbreitet. Das Gerichtswesen kennt drei Stufen, wobei die Kreis- und Provinzgerichte die unterste Instanz darstellen. Die darüberliegende Ebene bildet das Berufungsgericht, das Oberste Gericht ist die höchste Instanz. Ein Verfassungsrat mit neun Mitgliedern überprüft die Verfassungskonformität aller Gesetze, während der Oberste Magistrat die Funktionsfähigkeit der Gerichte sicherstellt und die Richter beaufsichtigt.
In der Praxis ist die Funktionsfähigkeit der Justiz Kambodschas schwach: Es fehlt an ausgebildetem Personal, die Infrastruktur ist schlecht. Investitionen in eine leistungsfähige Justiz werden von der Regierung absichtlich vernachlässigt. Die Trennung zwischen Exekutive und Judikative existiert weitgehend nur auf dem Papier, in der Realität sind die meisten Richter Mitglied in der regierenden Kambodschanischen Volkspartei, wodurch die Justiz Teil des Herrschaftssystems ist. Korruption ist integraler Bestandteil nicht nur des politischen Systems, sondern auch des Rechtssystems.
Einen Sonderstatus innerhalb der kambodschanischen Judikative nimmt das Rote-Khmer-Tribunal ein. Aufgrund des Widerstandes der kambodschanischen Regierung gab es nur wenige Anklagen bzw. Verurteilungen. Es ist fraglich, ob dieses Tribunal jemals den Anstoß zur gesellschaftlichen Aufarbeitung der Rote-Khmer-Zeit geben kann.

#### Landrechte
Bereits seit Jahren berichten internationale Beobachter von systematischen Zwangsvertreibungen und illegaler Landnahme durch staatliche Stellen und private Landentwickler. So berichtete der UN-Sondergesandte Yash Ghai 2008 an den Menschenrechtsrat der Vereinten Nationen

“Forcible and illegal evictions continue unabated. […] [P]rior to or during forced evictions, threats, intimidations, and physical violence are used by local authorities and private developers, sometimes in the presence of military and police forces. Land rights are regularly violated with impunity by influential individuals, companies and government entities. Owners are often compelled to accept paltry sums, despite evidence of legitimate tenure or land titles, or to move to alternative sites. These sites are usually devoid of alternative housing, sanitation facilities and medical services, and are usually far from where residents worked, adding much to their survival costs.”

„Es kommt unvermindert zu gewaltsamen und illegalen Vertreibungen. […] Im Vorfeld von oder während [dieser] gewaltsamen Vertreibungen machen örtliche Behörden oder private Grundstücksunternehmen, manchmal in Gegenwart von Militär- oder Polizeikräften, von Drohungen, Einschüchterungen und physischer Gewalt Gebrauch. Landrechte werden regelmäßig von einflussreichen Personen, Firmen oder staatlichen Organen ungestraft verletzt. Trotz nachweislich rechtmäßiger Pacht- oder Besitzansprüche werden Eigentümer oft gezwungen, äußerst geringe Veräußerungspreise zu akzeptieren oder auf andere Grundstücke zu ziehen. Diese Grundstücke verfügen in der Regel nicht über entsprechende Unterkünfte, Anschluss an sanitäre Anlagen oder medizinische Versorgung und sind für gewöhnlich weit von dem Arbeitsort der Bewohner entfernt, was ihre Lebenshaltungskosten stark erhöht.“

Nach Angaben von LICADHO sind in den von der Organisation beobachteten 13 Provinzen – ungefähr die Hälfte des Landes – seit 2003 mehr als eine viertel Million Menschen unmittelbar von staatlicher Landnahme und zwangsweisen Vertreibungen betroffen. Allein im Jahr 2008 erhielt Amnesty International Berichte von 27 zwangsweisen Vertreibungen im Land mit etwa 23.000 betroffenen Personen. 2009 fanden insbesondere die Vertreibungen in Phnom Penh rund um den Boeng-Kak-See im Norden der Stadt und am Tonle Sap ein großes mediales Echo.
Auch die deutsche Bundesregierung befasste sich bereits mit der Thematik. Auf eine Kleine Anfrage von Abgeordneten der Grünen hin gab sie an, die Besorgnis des UN-Sondergesandten Yash Ghai zu teilen und durch eine Unterstützung des Aufbaus des Katasterwesens dazu beizutragen, Haushalte mit Rechtsansprüchen auf Land wieder in den Besitz von rechtlich abgesicherten Landtiteln zu bringen.

#### Adoptionswesen
Aufgrund des in der Vergangenheit vergleichsweise stark ausgeprägten grenzüberschreitenden Adoptionsverkehrs zwischen Kambodscha und westlichen Ländern hat das kambodschanische Adoptionswesen eine intensive Beobachtung erfahren. Nationale wie internationale Menschenrechtsorganisationen haben hierbei gravierende Missstände herausgearbeitet.
So erlaubt zwar das kambodschanische Recht die zwischenstaatliche Adoption allein für verwaiste Kinder, doch gelangen häufig auch solche Kinder zur zwischenstaatlichen Adoption, die lediglich von ihren Eltern vernachlässigt oder aber nur zur nationalen Adoption freigegeben wurden. Mitunter werden Kinder auch aus Krankenhäusern entführt und zur Adoption gegeben. Die Ausstellung inhaltlich falscher Dokumente, die den Waisenstatus der Kinder vortäuschen, ist allgemeine Praxis. Um die Herkunft der Kinder zu verschleiern und somit das Aufdecken von Missständen zu erschweren, werden sie zwischen den Provinzen verschoben sowie mit neuen Identitäten ausgestattet.
Die Entscheidung, welche Kinder zur internationalen Adoption gelangen und welche Kinder in welchen konkreten Fällen den ausländischen Eltern angeboten werden, wird vom kambodschanischen Sozialministerium (MoSAY) getroffen. Dessen Mitarbeiter sitzen zu einem großen Teil in den Aufsichtsgremien der staatlichen Waisenhäuser und kontrollieren damit jeden Adoptionsvorgang auf allen beteiligten Ebenen. Schmiergeldzahlungen der Adoptionseltern sind ein in nahezu jedem Adoptionsfall erforderliches Mittel, um das Verfahren einzuleiten, voranzutreiben und abzuschließen.
Aufgrund der Missstände haben mittlerweile die USA (seit Dezember 2001), das Vereinigte Königreich (seit Juni 2004), die Niederlande (seit 2003) sowie Australien den Adoptionsverkehr mit Kambodscha suspendiert, sodass eine Anerkennung der kambodschanischen Adoption in diesen Ländern derzeit nicht möglich ist und damit dort auch keine Rechtswirkungen entfaltet. Die Adoption ihres später in Maddox umbenannten kambodschanischen Sohnes im Jahr 2002 durch Angelina Jolie und ihren damaligen Ehemann Billy Bob Thornton war nur möglich, weil die Papiere zur Einleitung des Anerkennungsverfahrens noch kurz vor der Suspendierung des Adoptionsverkehrs bei der US-Botschaft in Phnom Penh eingereicht worden waren. Deutschland hält den Adoptionsverkehr mit Kambodscha derzeit noch aufrecht, sodass deutsche Eltern nach wie vor eine kambodschanische Adoption in Deutschland anerkennen lassen können. Diese richtet sich nach dem Adoptionswirkungsgesetz, wonach die Entscheidung über die Anerkennung den Vormundschaftsgerichten obliegt.
Mit Wirkung zum 1. August 2007 ist Kambodscha dem Haager Übereinkommen vom 29. Mai 1993 über den Schutz von Kindern und die Zusammenarbeit auf dem Gebiet der internationalen Adoption vom 29. Mai 1993 beigetreten. Nach Art. 23 Abs. 1 dieses Übereinkommens entfalten Adoptionen in einem Vertragsstaat automatische Wirkung in allen anderen Vertragsstaaten, ohne dass es einer zusätzlichen Anerkennung bedarf. Deutschland, die Niederlande und das Vereinigte Königreich haben einen Vorbehalt gegen das Inkrafttreten für Kambodscha geltend gemacht, sodass dieser Automatismus insoweit nicht greift. Die kambodschanischen Behörden nehmen derzeit (September 2018) keine neuen Adoptionsgesuche entgegen, bis die Arbeiten zur Umsetzung des Haager Adoptionsübereinkommens abgeschlossen sind.

### Politische Indizes
| Name des Index                     | Indexwert    | Weltweiter Rang | Interpretationshilfe | Jahr |
| ---------------------------------- | ------------ | --------------- | --- | ---- |
| Fragile States Index               | 78,6 von 120 | 55 von 179      | Stabilität des Landes: erhöhte Warnung 0 = sehr nachhaltig / 120 = sehr alarmierend Rang: 1 = fragilstes Land / 179 = stabilstes Land | 2024 |
| Demokratieindex                    | 2,94 von 10  | 123 von 167     | Autoritäres Regime 0 = autoritäres Regime / 10 = vollständige Demokratie                                                              | 2024 |
| Freedom in the World Index         | 23 von 100   | —               | Freiheitsstatus: unfrei 0 = unfrei / 100 = frei                                                                                       | 2024 |
| Rangliste der Pressefreiheit       | 28,2 von 100 | 161 von 180     | Sehr ernste Lage für die Pressefreiheit 100 = gute Lage / 0 = sehr ernste Lage                                                        | 2025 |
| Korruptionswahrnehmungsindex (CPI) | 21 von 100   | 158 von 181     | 0 = sehr korrupt / 100 = sehr sauber                                                                                                  | 2024 |

### Innenpolitik
In der Innenpolitik hat sich die Lage unter Hun Sen seit 1997 stabilisiert. Die Kriminalität ist zurückgegangen, es kommen wieder Touristen ins Land, die Inflation ist auf einem Tiefststand, und die ausländische Entwicklungshilfe fließt. Jedoch ist die Korruption weiterhin ein großes Problem. Auch ausländische Investitionen sind wegen mangelnden Vertrauens in die Regierung zurückgegangen. Außerdem lässt sich ein autoritärer Trend bei Hun Sen feststellen: Durch Edikte setzt er seinen Willen in Gesetze um. Am 7. Juli 2002 wurden auf diese Weise über 50 Zeitungen und Magazine verboten.
Schlechte Arbeitsbedingungen in Textilunternehmen, die ihren Sitz in Hongkong und Taiwan haben, führen zu politischen Spannungen und Streiks. Hier hat sich Sam Rainsy zum Fürsprecher der Arbeiter erklärt. Auch politische Gewalt bleibt ein Thema, da Oppositionspolitiker mehrmals Ziel von Mordanschlägen wurden.
Ein großer innenpolitischer Erfolg war das Ende der Roten Khmer, die 1998 endgültig die Waffen niederlegten. Jetzt stehen Aufarbeitung und Bewältigung der Vergangenheit an, was aber nicht ganz einfach ist, weil fast jede politische Macht in der Vergangenheit mit den Roten Khmer paktiert hat und bei näheren Untersuchungen fast das ganze Parlament angeklagt werden müsste. Auch international könnte es zu Spannungen kommen, da China, Thailand und die USA die Roten Khmer zeitweise unterstützt haben. Am 4. Oktober 2004 billigte die Nationalversammlung den Vertrag mit den Vereinten Nationen über die Einrichtung eines international gestützten Sondergerichts. Außerdem wurde ein Kompromiss über Kompetenzen und Zusammensetzung des Rote-Khmer-Tribunals gefunden – kambodschanische Richter stellen im fünfköpfigen Gericht die Mehrheit, einer der ausländischen Richter muss jedoch dem Urteil zustimmen, um der Korruption vorzubeugen. Das Tribunal, dessen Richter im Juli 2006 nach Sicherung der Finanzierung vereidigt wurden, unterliegt der kambodschanischen Strafprozessordnung.
Zwei der Hauptverantwortlichen, Khieu Samphan und Nuon Chea, entschuldigten sich offiziell für die Massenmorde in den 1970er Jahren unter Pol Pot und wurden vom König auf Ersuchen von Hun Sen begnadigt. Ta Mok, der letzte Kommandant der Roten Khmer, wurde 1999 festgenommen und verstarb 2006, während er die Anklage erwartete. Erst 2007 wurden die ersten Beschuldigten vor das Rote-Khmer-Tribunal gestellt. Im Laufe des Jahres wurden verschiedene hochrangige Funktionäre der Roten Khmer verhaftet und angeklagt.
Das frühere Toul-Sleng-Gefängnis in Phnom Phenh ist heute eine vor allem von Touristen besuchte Gedenkstätte. Am Rande der Hauptstadt befindet sich außerdem die ehemalige Hinrichtungsstätte Choeung Ek, in der die Schädel von mehreren Tausend Opfern in einem Turm aufgebahrt sind. Das private Documentation Center of Cambodia (DCCAM) sammelt vor allem Dokumente und unterstützt die Bildungsarbeit.

#### Presse- und Meinungsfreiheit
Während der Phase der UNTAC-Verwaltung ab 1993 wurde die Gründung unabhängiger Medien uneingeschränkt erlaubt. Die Medienlandschaft Kambodschas wurde in der Folge als eine der freiesten in Südostasien bezeichnet: Ende der 1990er Jahre waren 80 Presseerzeugnisse, inklusive zahlreicher regierungskritischer Medien, registriert. Um 2008 gab es sieben landesweit empfangbare Fernsehsender und eine große Zahl an Radiostationen. Seit Beginn der Alleinregierung der Kambodschanischen Volkspartei versucht die Regierung, unabhängige Berichterstattung und freien Journalismus einzuschränken. Sie versucht dies zu erreichen, indem sie die staatlichen Medien kontrolliert und indem sie sicherstellt, dass privatwirtschaftliche Medienunternehmen in den Besitz von regierungsnahen Unternehmern kommen. Der einzige staatliche Fernsehsender des Landes namens Television of Kampuchea wird von der Armee betrieben, alle anderen Sender gehören Familienmitgliedern oder Geschäftsfreunden von Hun Sen.
Artikel 41 der Verfassung Kambodschas garantiert die Meinungs-, Presse-, Veröffentlichungs- und Versammlungsfreiheit. Das Pressegesetz bestätigt diese Freiheiten und verbietet explizit jede Zensur. In der Praxis gelten gesetzliche Bestimmungen wie die Strafbarkeit von Informationen, die die Stabilität des Landes beeinträchtigen können, die Strafbarkeit von Beamtenbeleidigung oder Verbreitung falscher Informationen. Aber auch Einschüchterungen, gewaltsame Übergriffe bis hin zu Mord oder Verschwindenlassen führen zu Selbstzensur bei den Journalisten und Medien. Von 1993 bis 2009 wurden – je nach Zählweise – zehn Journalisten als Folge von staatlich veranlassten Maßnahmen gegen unliebsame Berichterstattungen getötet und in keinem dieser Fälle wurden die Täter zur Verantwortung gezogen. Darüber hinaus gibt es in Kambodscha keine wirtschaftliche Grundlage für das Gedeihen von Journalismus, so dass die politische Einflussnahme auf Journalisten und Medien allgegenwärtig ist.

#### Menschenrechtslage

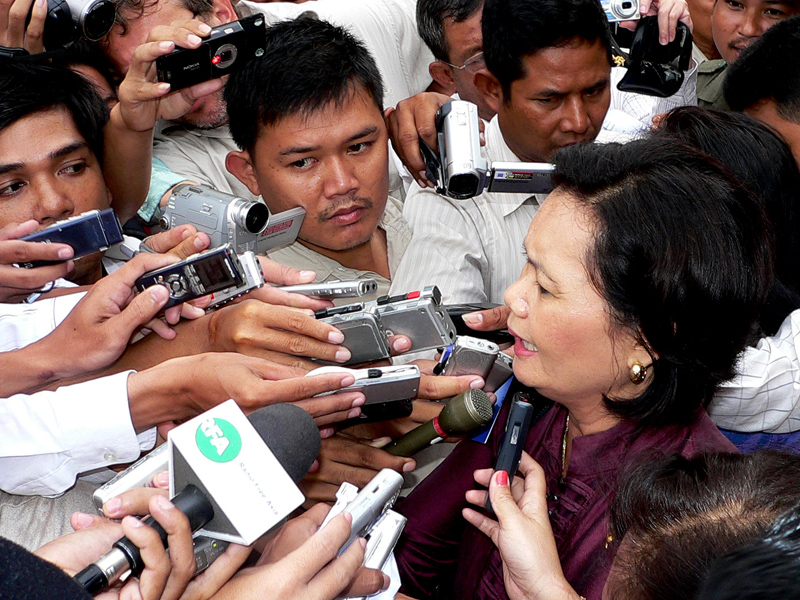
Die Abgeordnete Mu Sochua nach ihrer Verurteilung im August 2009

Eine in jüngster Zeit massiv auftretende Form der Einflussnahme auf die politische Opposition sowie kritische Personen und Organisationen stellen von der kambodschanischen Regierung initiierte gerichtliche Klagen und andere rechtliche Schritte dar. Insbesondere seit Mitte 2009 sehen nationale wie internationale Nichtregierungsorganisationen, zahlreiche internationale Medien sowie der Menschenrechtskommissar der Vereinten Nationen darin den seit einigen Jahren festzustellenden Rückgang in der demokratischen Kultur des Landes bestätigt. Die Verfahren seien ein konzertierter Angriff auf das Pressewesen und die Meinungsfreiheit, auf die Unabhängigkeit der Gerichte und der Anwaltschaft, auf die politische Opposition sowie auf die Arbeit der Nichtregierungsorganisationen. Der Sonderberichterstatter der Vereinten Nationen über die Unabhängigkeit von Richtern und Anwälten Leandro Despouy äußerte sich besorgt über die Beschränkung der freien Mandatsausübung von Anwälten in Kambodscha und ermahnte die Regierung, die United Nations Basic Principles on the Role of Lawyers zu beachten.
Unmittelbarer Auslöser für die Kritik war ein Gerichtsverfahren gegen Mu Sochua, Abgeordnete der kambodschanischen Nationalversammlung, die den Premierminister Hun Sen verklagt hatte und deswegen ihrerseits verklagt wurde. Anlässlich dieses Verfahrens wandten sich in zwei schriftlichen Anfragen Abgeordnete der Fraktion Allianz der Liberalen und Demokraten für Europa im Europäischen Parlament an den Rat der Europäischen Union und die Europäische Kommission mit der Bitte, diese mögen sich gegenüber der kambodschanischen Regierung öffentlich zu den Verfahren positionieren mit dem Ziel, die Klagen fallen zu lassen.
Angesichts der jüngsten Entwicklungen schätzt das Kambodschanische Zentrum für Menschenrechte die demokratische Situation mit den Worten ein: Die kambodschanische Demokratie befindet sich im Abwärtsstrudel.

### Außenpolitik

Standorte der diplomatischen Vertretungen Kambodschas

Die Verfassung Kambodschas definiert das Land als neutral und blockfrei und tritt damit in die Tradition der Außenpolitik der ersten Jahre nach der Unabhängigkeit ein. Nach dem Putsch Lon Nols von 1970 richtete sich das Land zunächst auf die USA und das kapitalistische Südvietnam aus. Während der Herrschaft der Roten Khmer war das Land stark isolationistisch, und bilaterale außenpolitische Beziehungen bestanden nur mit der Volksrepublik China. Nach der Offensive Vietnams zur Beendigung des Terror-Regimes der Roten Khmer orientierte man sich in den 1980er Jahren an Vietnam und damit an der Sowjetunion und den Volksrepubliken Osteuropas. Da die Regierung inzwischen auch wieder durch die Vereinten Nationen anerkannt wird, bestehen mittlerweile auch wieder bessere Beziehungen zu den Vereinigten Staaten, Europa und den übrigen ASEAN-Ländern. Da ein nicht zu vernachlässigender Teil der Staatsausgaben durch Entwicklungshilfegelder bestritten wird, muss die Regierung unter Hun Sen innenpolitische Entscheidungen gegen die Wahrnehmung nach außen abwägen. In den letzten Jahren hat sich allerdings die Volksrepublik China zum Hauptgeldgeber entwickelt, so dass man auf Kritik von einzelnen Ländern oder Organisationen wie Weltbank und IMF nicht mehr so sehr achten muss.
Kambodscha ist Mitglied in einer Reihe von internationalen Organisationen, darunter die Ernährungs- und Landwirtschaftsorganisation der Vereinten Nationen, die Internationale Rotkreuz- und Rothalbmond-Bewegung, der Internationale Währungsfonds, die Interpol, das Internationale Olympische Komitee, die Bewegung der Blockfreien Staaten, seit 1955 die Vereinten Nationen, die UNESCO, die Weltgesundheitsorganisation und die Welthandelsorganisation. Im Mai 1999 wurde auch der ASEAN-Beitritt realisiert, auf den lange hingearbeitet wurde und der durch den Putsch Hun Sens von 1997 zunächst in weite Ferne gerückt war. Dank der Fürsprache Vietnams gelang schließlich der Beitritt. Damit hat Kambodscha seinen festen Platz in der Gemeinschaft der Staaten der Region gefunden und seine politische Isolation beendet. Auch die dadurch entstehende Möglichkeit, sich an Treffen und Initiativen zu regionalen Themen zu beteiligen, wird beispielsweise durch Ausrichtung von Konferenzen eingehend genutzt.

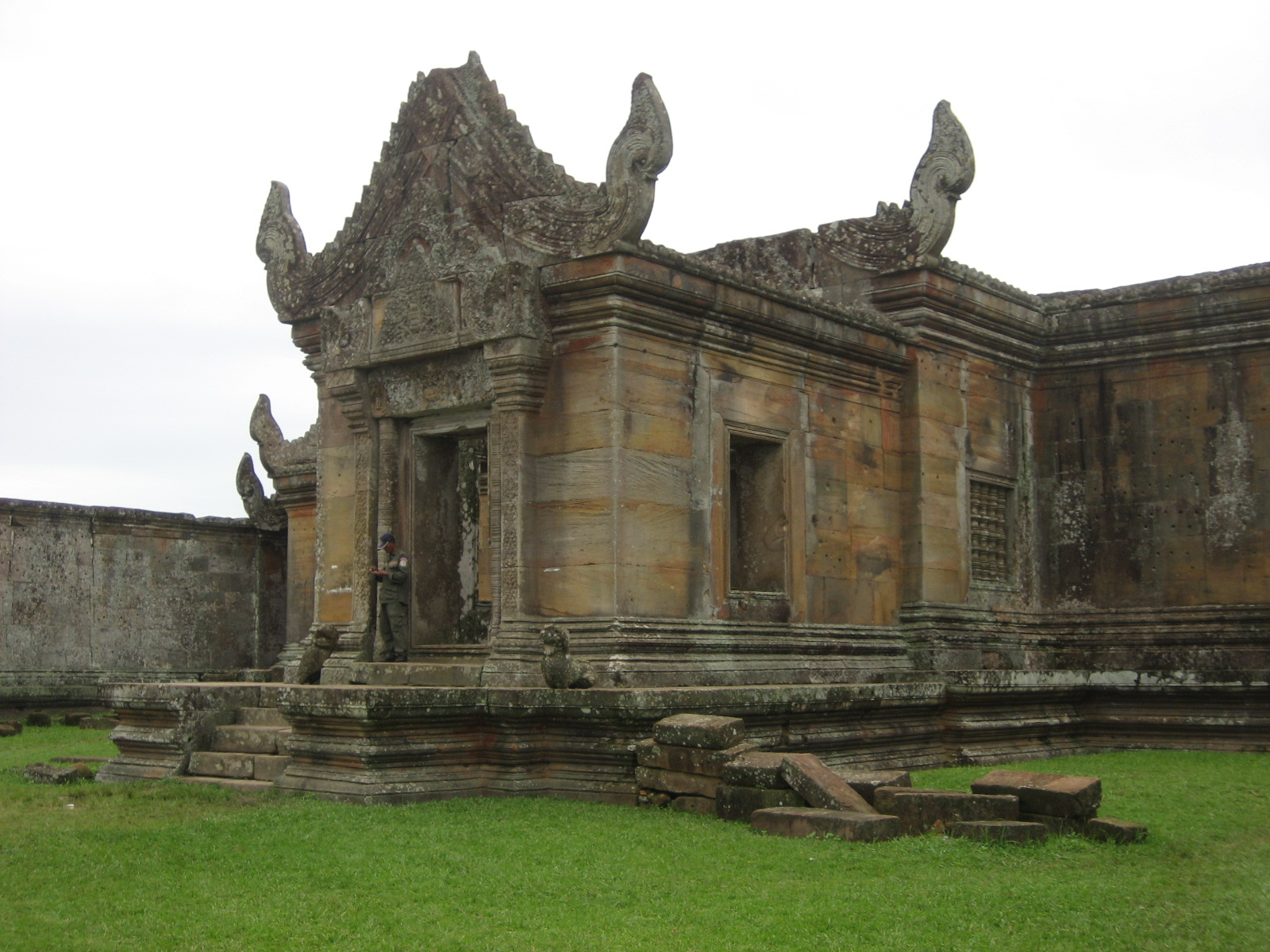
Der Tempel von Preah Vihear, Objekt des Streites mit Thailand

Außenpolitische Probleme entstehen durch Korruption in Verbindung mit dem Drogenhandel, die sich angeblich bis in Regierungs-, Polizei- und Militärkreise zieht. Zudem ist Kambodscha wegen seiner bargeldbasierten Wirtschaft und seiner durchlässigen Grenzen anfällig für Geldwäsche.
Die Beziehungen zu den Nachbarstaaten, die von historischen Spannungen belastet sind, verbessern sich allmählich. Nach einem Besuch von Funktionären der Kommunistischen Partei Vietnams im Juli 1999 beschloss man, die Grenzstreitigkeiten um Gebiete im Mekongdelta und um Inseln vor der Küste, die unter Norodom Ranariddh als Premierminister noch für kleinere militärische Auseinandersetzungen gesorgt hatten, ein für alle Mal beizulegen. Auch mit Thailand gibt es Grenzstreitigkeiten, zu deren Lösung eine 1997 gegründete bilaterale Grenzkommission 2000 die Arbeit aufnahm. Zu Problemen führen Abschnitte, in denen Grenzmarkierungen fehlen. Auch hat Kambodscha thailändischen Soldaten vorgeworfen, sie hätten im Nordgebiet Grenzsteine zugunsten Thailands verrückt. Anfang 2003 kam es zu einer schweren Krise, als am 29. Januar die thailändische Botschaft niedergebrannt und Geschäfte von Thailändern verwüstet wurden. Anlass dafür war die angebliche Äußerung einer thailändischen Fernsehschauspielerin, die Tempel von Angkor Wat seien Thailand gestohlen worden beziehungsweise Angkor Wat gehöre zu Thailand. Der thailändische Premierminister Thaksin Shinawatra beschuldigte seinen Kollegen Hun Sen, zu langsam auf die Ausschreitungen reagiert und diese noch verbal weiter angeheizt zu haben. In der Folge wurden thailändische Staatsbürger mit Militärflugzeugen ausgeflogen. Trotz der Verhandlungen um die Landesgrenze gibt es bis heute immer wieder Scharmützel zwischen den Streitkräften beider Länder.
Bei der Drogenbekämpfung, kambodschanischen Wirtschaftsflüchtlingen und der Rückführung gestohlener Kunstwerke aus kambodschanischen Tempeln arbeiten Thailand und Kambodscha zusammen. Sehr freundschaftliche Beziehungen bestehen mit der Volksrepublik China, die zwar die Roten Khmer bis 1992 unterstützt hat, heute aber neben Hilfsgeldern und medizinischer Unterstützung auch Feuerwerke für Festlichkeiten bereitstellt.

### Militär und Sicherheit
Kambodscha unterhält einen der größten Sicherheitsapparate Südostasiens. Er dient nicht nur der Verteidigung gegen Angriffe von außen, sondern bindet potenziell gewalttätige Gruppen ein und unterdrückt Gruppen, die politisch in Opposition zu den regierenden Eliten stehen.
Die Königlichen Streitkräfte Kambodschas unterstehen laut Verfassung dem König, der den Vorsitz im Obersten Rat für Verteidigung innehat. Bei den Teilstreitkräften Heer, Marine und Luftstreitkräfte standen 2020 insgesamt etwa 110.000 Soldaten unter Waffen. Mit der politischen Notwendigkeit, Gruppen, die potentiell Gewalt gegen die Regierung einsetzen könnten, in die Streitkräfte einzubinden, wurde das Offizierskorps aufgebläht. Im Jahre 2014 gab es etwa 2200 Generäle. Viele Armeeoffiziere verdienen mit privaten Sicherheitsfirmen oder kriminellen Geschäften Geld und kooperieren im Gegenzug für diese Einnahmequellen mit dem Regime. Seit 2006 besteht eine allgemeine Wehrpflicht von 18 Monaten für Männer von 18 bis 30 Jahren. Die Leibwache des Premierministers steht außerhalb der regulären Streitkräfte und ist als Gegengewicht zu diesen konzipiert. Sie umfasst zwischen 4000 und 15.000 Mann, die mit schwerem Gerät ausgerüstet sind. Sie kommt nicht zuletzt bei der Überwachung und Eindämmung von Protesten und Demonstrationen zum Einsatz und wird für zahlreiche Menschenrechtsverletzungen verantwortlich gemacht. Die Pagoda Boys sind eine Schlägertruppe, die dem Premierminister loyal sind und zur Einschüchterung missliebiger Personen herangezogen werden.
Die Nationale Polizei untersteht dem Innenministerium, umfasst etwa 60.000 Mann und wird von einem Polizeigeneral geführt. Die Militärpolizei ist hingegen Teil der Streitkräfte, übernimmt jedoch auch zivile Funktionen. Die Gendarmerie mit etwa 7000 Mann dient vor allem der Regimesicherung, indem sie Aufstände und Terrorismus bekämpft, Anordnungen der Gerichte durchsetzt und die Strafverfolgungsbehörden unterstützt. Sie untersteht dem Generalstab der Armee und dem Verteidigungsministerium, berichtet jedoch direkt an den Premierminister.
Art. 53 der Verfassung schreibt dem Land eine dauernde Neutralität vor und verbietet den Beitritt zu militärischen Bündnissen, soweit dies der Neutralität widerspräche. Auch dürfen die Streitkräfte keine Stützpunkte im Ausland unterhalten. Eine Ausnahme hierfür besteht lediglich für die Teilnahme Kambodschas an Operationen der Vereinten Nationen. Von dieser Möglichkeit wurde in der Vergangenheit wiederholt Gebrauch gemacht. So engagierte sich Kambodscha von 2006 bis 2011 mit Spezialisten zur Minenräumung an der UNMIS; hierfür wurden mehr als 400 Soldaten in den Sudan entsandt.

### Verwaltungsgliederung
Kambodscha ist in 21 Provinzen (Khaet), drei provinzfreie Städte und das Sonderverwaltungsgebiet Phnom Penh unterteilt. Die Provinzen setzen sich weiterhin aus Bezirken/Distrikten (Srok) und Kommunen/Gemeinden (Khum) und Dörfern (phum), die Städte aus Stadtbezirken (Khan) und Stadtteilen (Sangkat) zusammen. Per 2015 gab es 1633 Gemeinden bzw. Stadtviertel und 197 Bezirke.
Die Gouverneure der Provinzen und provinzfreien Städte und die Distriktchefs werden von der Regierung in Phnom Penh ernannt, deren Verwaltungen unterstehen dem Innenministerium. Die Zuständigkeiten zwischen Zentralregierung und nachgeordneten Verwaltungseinheiten sind stark fragmentiert, darüber hinaus werden die Gouverneure und Distriktchefs häufig ausgetauscht. Dies ist politisch gewollt, um das Entstehen von lokalen Machtbasen zu vermeiden. Bei den Gouverneurs- und Distriktchef-Posten handelt es sich deshalb tendenziell um Versorgungsposten.
Von Entwicklungshilfegebern wird eine Dezentralisierung des stark auf die Zentralregierung zugeschnittenen Staatswesens in Kambodscha verlangt und vorangetrieben. Im Land selbst gibt es hierfür jedoch keinen gesellschaftlichen Konsens.
| 1. Banteay Meanchey (បន្ទាយមានជ័យ) 2. Battambang (បាត់ដំបង) 3. Kampong Cham (កំពង់ចាម) 4. Kampong Chhnang (កំពង់ឆ្នាំង) 5. Kampong Speu (កំពង់ស្ពឺ) 6. Kampong Thom (កំពង់ធំ) 7. Kampot (កំពត) 8. Kandal (កណ្តាល) 9. Koh Kong (កោះកុង) 10. Kep (កែប) 11. Kratie (ក្រចេះ) 12. Mondulkiri (មណ្ឌលគីរី) 13. Oddar Meanchey (ឧត្តរមានជ័យ) | 1. Pailin (ប៉ៃលិន) 2. Phnom Penh (ភ្នំពេញ) 3. Sihanoukville (ក្រុងព្រះសីហនុ) 4. Preah Vihear (ព្រះវិហារ) 5. Pursat (ពោធ៌សាត់) 6. Prey Veng (ព្រៃវែង) 7. Ratanakiri (រតនគីរី) 8. Siem Reap (សៀមរាប) 9. Stung Treng (ស្ទឹងត្រែង) 10. Svay Rieng (ស្វាយរៀង) 11. Takeo (តាកែវ) 12. Tbong Khmum (ខេត្តត្បូងឃ្មុំ) |

## Wirtschaft

### Entwicklung und Daten

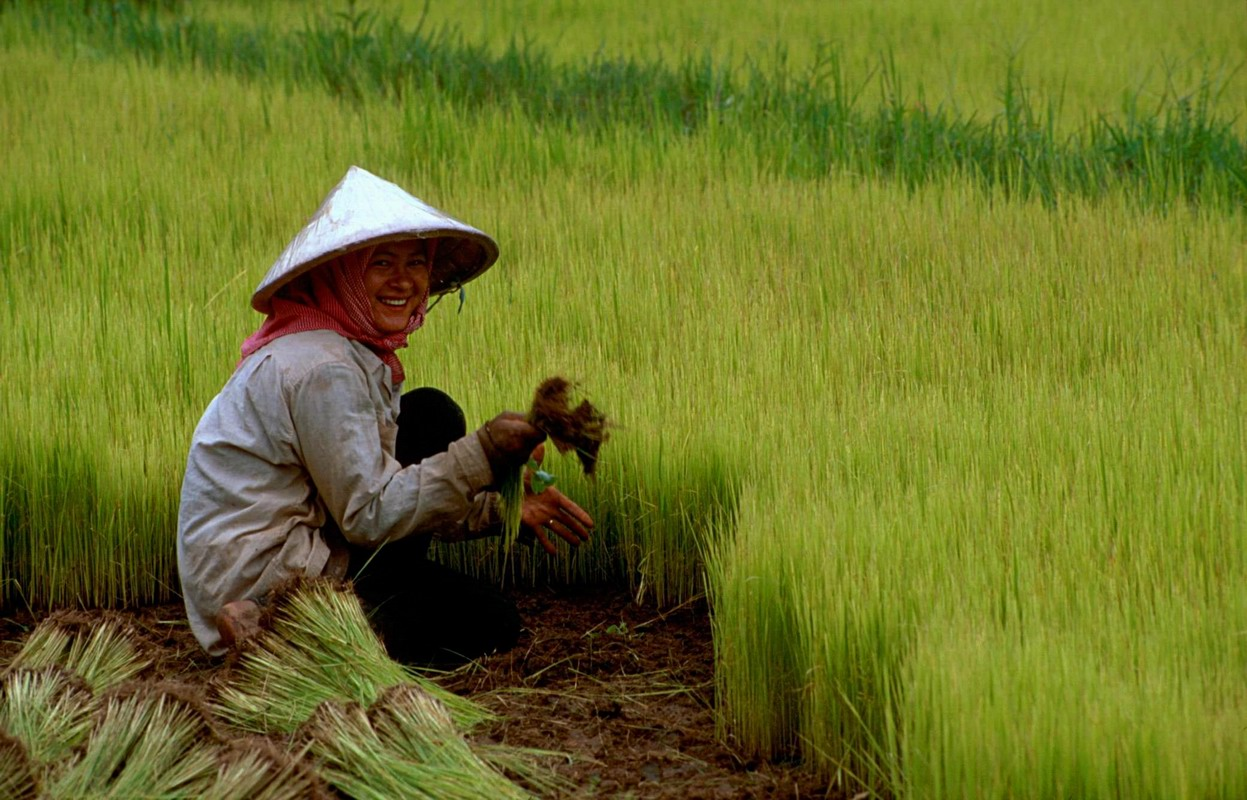
Verpflanzen von Reissetzlingen bei Kratie

Kambodscha wies vor dem Bürgerkrieg den höchsten Lebensstandard Südostasien auf und trug den Beinamen „Schweiz Südostasiens“, jedoch sorgten Bürgerkrieg, das Terrorregime der Roten Khmer und die vietnamesische Besatzung für einen drastischen Abstieg. Wirtschaftliche Hilfe kam nur aus den Ländern des Ostblocks und versiegte nach dem Zerfall der Sowjetunion fast völlig. Zusätzlich traf das bis 1994 geltende westliche Wirtschaftsembargo gegen Vietnam auch Kambodscha. Das Land zählte zu den am wenigsten entwickelten Ländern. Nach dem Abzug der Vietnamesen 1989 und der Einführung der Marktwirtschaft 1993 begann ein Wirtschaftsaufschwung, der mit der Versorgung der 22.000 Angehörigen der UN-Mission begann und sich durch Wachstumsraten von 5,6 % pro Jahr zwischen 1995 und 1997 manifestierte. Der Staatsstreich von 1997 war ein Einschnitt, der ein Wirtschaftswachstum in diesem Jahr vollständig verhinderte. Die Zuwachsraten erholten sich jedoch rasch wieder und erreichten durch Entwicklungshilfe und ein Freihandelsabkommen mit den USA zwischen 1999 und 2002 durchschnittlich 6,8 % und zwischen 2005 und 2007 den zweistelligen Bereich. Kambodscha zählt damit zu den am schnellsten wachsenden Volkswirtschaften der Welt, bleibt aber eines der ärmsten Länder Asiens.
2022 lag das BIP bei 76 Milliarden USD, wovon 25,3 % auf die Landwirtschaft, 32,8 % auf die Industrie und 41,9 % auf das Dienstleistungsgewerbe entfielen.
2013 arbeiteten 48,7 % der Kambodschaner in der Landwirtschaft, 19,9 % in der Industrie und 31,5 % im Dienstleistungsgewerbe. Die Arbeitslosigkeit betrug 2016 nach offiziellen Zahlen nur 0,3 %, allerdings gilt Unterbeschäftigung als häufig. Die Inflationsrate konnte von 34 % vor den Wahlen von 1993 auf 4–5 % Mitte 1996 gedrückt werden und blieb bis 2006 stabil. Seit 2007 steigt sie allerdings verhältnismäßig steil an und erreichte im August 2008 einen Hochpunkt von 38 % (22 % laut offiziellen Zahlen), bevor sie im Oktober wieder zurückging. 2007 wurden Güter im Wert von 4,089 Milliarden USD exportiert, hauptsächlich Bekleidung, Holz, Gummi, Reis, Fisch, Tabak und Fußbekleidung. Die wichtigsten Exportpartner sind die USA (58,1 %), Deutschland (7,3 %), das Vereinigte Königreich (5,2 %) und Vietnam (4,5 %). Importiert wurden Waren für 5,424 Milliarden USD, vor allem Petroleumprodukte, Zigaretten, Gold, Baumaterialien, Maschinen, motorisierte Fahrzeuge und pharmazeutische Produkte. Die wichtigsten Herkunftsländer sind Thailand (23,1 %), Vietnam (16,9 %), China (15 %), Hongkong (10,4 %), Singapur (7,5 %), Taiwan (7,2 %) und Südkorea (4,8 %).
Seit Juli 2011 verfügt Kambodscha mit der Cambodia Securities Exchange über eine Wertpapierbörse. Vor ihrer Gründung war bezweifelt worden, dass die Grundvoraussetzungen für einen Wertpapierhandel rechtzeitig geschaffen werden können. So fehlte es bislang an einer hinreichenden Zahl entsprechend qualifizierter Kräfte, an technischen Voraussetzungen und an der Gewährleistung effektiver Kontrollmechanismen durch eine Börsenaufsicht und Gerichte. Mit Hilfe der Korea Exchange aus Südkorea, die im März 2009 als Kooperationspartner gewonnen wurde, konnten diese Hindernisse bewältigt werden. Im April 2012 nahm die Börse den Handel auf.
Im Global Competitiveness Index, der die Wettbewerbsfähigkeit eines Landes misst, belegte Kambodscha Platz 94 von 137 Ländern (Stand 2017–2018). Der Index für wirtschaftliche Freiheit 2024 des Landes war der 106 höchste von 176 Ländern.
| Jahr                                    | 2010  | 2015  | 2016  | 2017  | 2018  | 2019  | 2020   | 2021  | 2022  | 2023  |
| --------------------------------------- | ----- | ----- | ----- | ----- | ----- | ----- | ------ | ----- | ----- | ----- |
| BIP in Mrd. USD (Kaufkraftparität)      | 43,3  | 67,7  | 73,8  | 81,2  | 91,4  | 101,4 | 99,4   | 105,7 | 119,0 | 129,4 |
| BIP pro Kopf in USD (Kaufkraftparität)  | 3.111 | 4.494 | 4.817 | 5.214 | 5.778 | 6.308 | 6.083  | 6.369 | 7.064 | 7.608 |
| BIP-Wachstum (real)                     | 5,1 % | 7,2 % | 7,9 % | 8,1 % | 8,8 % | 7,9 % | −3,6 % | 3,1 % | 5,1 % | 5,0 % |
| Inflation (in Prozent)                  | 4,0 % | 1,2 % | 3,0 % | 2,9 % | 2,5 % | 1,9 % | 2,9 %  | 2,9 % | 5,3 % | 2,1 % |
| Staatsverschuldung (in Prozent des BIP) | 23 %  | 23 %  | 22 %  | 23 %  | 21 %  | 21 %  | 25 %   | 26 %  | 25 %  | 26 %  |

### Wirtschaftliche Stärken und Schwächen
Ausländische Investitionen fließen hauptsächlich ins Dienstleistungsgewerbe, den Bekleidungssektor, Besitzspekulationen und in zahlreiche Hoteleröffnungen in und um Phnom Penh, Sihanoukville und Siem Reap. Der Wirtschaftszweig mit den höchsten Wachstumszahlen ist das Textilgewerbe, das auch bei den Exporten einen Anteil von über 70 % hat. Mehr als 350.000 Menschen arbeiten hier, die schlechten Arbeitsbedingungen sorgen allerdings für sozialen Sprengstoff. Nahezu der komplette Sektor untersteht ausländischen Firmen. Große Bedeutung hat der Reisanbau und -export. Seit 1999 ist Kambodscha hier Selbstversorger; die ökologisch-geografischen Gegebenheiten im zentralen Tiefland machen drei Ernten pro Jahr möglich. In den Urwäldern gibt es Hartholzvorkommen, die von Investoren genutzt werden. Dies kann zu Umweltproblemen führen. Vor der Küste vergibt Kambodscha Konzessionen zur Erdölförderung. Im Norden verfügt das Land über bisher wenig erforschte Vorkommen verschiedener Bodenschätze wie Gold, Kohle, Edelsteine (vor allem Saphire), Bauxit, Eisen und Phosphate, deren Abbau sich möglicherweise lohnt. Die Kautschukproduktion, die unter den Franzosen noch von primärer Bedeutung war, ist heute weniger wichtig, trägt aber immer noch zum Export bei. Weitere bedeutende Agrarprodukte sind Mais, Maniok, Bananen, Tabak, Sojabohnen, Mangos, Cashewnüsse, Tapioka und Ananas. Die Baubranche und ihre Zulieferer erlebten einen Aufschwung, genau wie handwerkliche Bereiche, unter anderem die Souvenirherstellung. Zudem profitiert Kambodscha vom Wirtschaftswachstum der Nachbarn Thailand und Vietnam.
Ein weiteres Zugpferd der Industrie ist der Tourismus, der Wachstumsraten von um die 50 % verzeichnet. Vor allem die alte Khmerkultur mit Angkor Wat als Aushängeschild und ihrem traditionellen Tanz lockt die Touristen ins Land. Nach der Öffnung 1992 kamen Mitte der 1990er Jahre etwa 200.000 Touristen pro Jahr nach Kambodscha. 1997 ging diese Zahl wegen eines Granatenanschlages auf eine politische Veranstaltung in Phnom Penh und der innenpolitischen Instabilität stark zurück. Dazu kam die Wirtschaftskrise in Asien. 1998 kamen bereits wieder 150.000 Ausländer. Mit Öffnung der thailändischen Grenze und der Aufnahme von internationalen Flügen nach Siem Reap kamen 1999 schon 300.000 Touristen, 2007 zwei Millionen. Die Touristen stammen meist aus den USA oder aus Frankreich sowie aus ostasiatischen Staaten wie China, Japan und Taiwan.
Negativ wirken sich auf die Wirtschaft Umweltkatastrophen wie die Überflutungen 2000/2001 oder die Dürren 2004 und 2005 aus. Die Steuereintreibung, gerade bei Reichen, gestaltet sich immer wieder als schwierig, was zu Einnahmeverlusten für den Staat führt. Gleiches bewirkt die Korruption. Weitere Hemmnisse für die wirtschaftliche Entwicklung sind Landbesitzrechtstreitigkeiten sowie die Abhängigkeit von Wirtschaftshilfe und Investitionen aus dem Ausland. Das Vertrauen der Investoren, die vor allem aus Malaysia, Taiwan, Singapur und Thailand kommen, geht momentan eher zurück. Die Regierung will zwar Großunternehmen mit arbeitsintensiven Prozessen anlocken, etwa durch den Beschluss der Nationalversammlung von 1994, dass ausländische Unternehmen acht Jahre lang keine Steuern bezahlen mussten und hundertprozentig in ausländischer Hand sein durften, doch Korruption, unsichere Gesetzeslage, Bürokratie und innenpolitische Instabilität wirken abschreckend. Trotzdem machten ausländische Investitionen 2007 immer noch 19,2 % des BIP aus. In den nächsten zehn Jahren sieht sich Kambodscha vor der Aufgabe, genügend Arbeitsplätze im Dienstleistungssektor zu schaffen, um dem demografischen Ungleichgewicht Rechnung zu tragen. Über 50 % der Bevölkerung sind unter 21 Jahren alt. Auf dem Land fehlt es an einer ausreichenden Infrastruktur. Zudem ist die dortige Bevölkerung unzureichend ausgebildet, und es fehlt ihr an den nötigen Produktionsfähigkeiten.

### Korruption
Korruption prägt das Land wie kaum ein anderes und durchdringt nahezu jeden Bereich staatlichen Handelns. Die US-amerikanische Botschafterin Carol Rodley äußerte 2009, Kambodscha würden durch Korruption jedes Jahr bis zu 500 Millionen USD Steuergelder entgehen. Auf internationaler Ebene ist bekannt, dass die Korruption zu den Phänomenen mit den größten Auswirkungen auf das kambodschanische Staatswesen gehört. Ebenso wird regelmäßig bemängelt, dass sich ein Korruptionsbekämpfungsgesetz (loi contre la corruption) bereits seit 1994 im Gesetzgebungsverfahren befindet.
Ein Aspekt der Korruption ist die Möglichkeit, nahezu jedes amtliche Dokument zu kaufen. Die offensichtliche Unrichtigkeit sowohl der hierfür vorgelegten Dokumente als auch der auszustellenden Dokumente ist völlig belanglos. Die deutsche Botschaft in Phnom Penh erkennt (Stand 2017) kambodschanische Urkunden nicht mehr für den innerdeutschen Rechtsverkehr an; ihre Rechtswirkungen müssen von den insoweit befassten deutschen Behörden oder Gerichten individuell festgestellt werden.
Ein weiteres Beispiel ist ein massiver Ausverkauf natürlicher Ressourcen an Investoren, denen sämtlich persönliche Verbindungen zur staatlichen Führungsebene nachgesagt werden. Zudem würden deren Aktivitäten keine oder nur minimale Steuererträge generieren. Auch der Armee wird (Stand 2009) eine nicht offizielle, aber dennoch geduldete bzw. geförderte Teilnahme an dem Raubbau vorgeworfen, insbesondere im Zusammenhang mit dem illegalen Schlagen wertvoller Tropenhölzer.
Breite internationale Aufmerksamkeit erfuhren 2009 Korruptionsvorwürfe gegen das Rote-Khmer-Tribunal, wonach sich Mitarbeiter des Gerichts als Bedingung für ihre Anstellung damit einverstanden erklären mussten, einen Teil ihrer Gehälter an die Führungsebene des Gerichts abzuführen. Im August 2009 wurde im Einverständnis mit den Vereinten Nationen die Position eines Beraters geschaffen, der den Vorwürfen nachgehen soll. Zuvor hatten zahlreiche internationale Geldgeber ihre Zahlungen an das Tribunal eingefroren, was dieses kurzzeitig an den Rand der Zahlungsunfähigkeit brachte.

### Gebäudeeinstürze
Bautätigkeiten sind kaum reglementiert, Arbeiter sind oft Tagelöhner ohne entsprechende Ausbildung, tragen kaum Schutzausrüstung und übernachten häufig auf Baustellen.
Wiederholt wird über den Einsturz von Gebäuden berichtet. In der Provinz Sihanoukville kamen im Juni 2019 beim Einsturz einer Hausbaustelle mindestens 28 Personen ums Leben, was zum Rücktritt des Provinzgouverneurs führte.
Anfang Januar 2020 starben beim Einsturz eines im Bau befindlichen siebenstöckigen Gebäudes in der Provinz Kep (mind.) 36 Menschen, darunter Kinder.

### Tourismus
Die Tourismusbranche ist nach der Textilindustrie zur zweitgrößten Devisenquelle des Landes geworden. Von Januar bis September 2024 wurden insgesamt 4,8 Millionen internationale Besucher begrüßt. Die beliebtesten Touristenzielen sind  Angkor Wat, Battambang, Phnom Penh, Siem Reap (Stadt) und Sihanoukville Prognosen gehen davon aus, dass der Tourismus-Markt im Jahr 2025 weiter steigen wird.

### Staatshaushalt
| Überschrift                   | Mrd. US-Dollar | % des BIP | Jahr | Quelle  |
| ----------------------------- | -------------- | --------- | ---- | ------- |
| Ausgaben des Staates          | 3,56           |           | 2016 |         |
| Einnahmen des Staates         | 3,38           |           | 2016 |         |
| Haushaltsdefizit              | 0,17           | 0,9 %     | 2016 | [ 35 ]  |
| Staatsausgaben für Gesundheit |                | 5,9 %     | 2006 | [ 137 ] |
| Staatsausgaben für Bildung    |                | 1,7 %     | 2004 | [ 35 ]  |
| Staatsausgaben für Militär    |                | 3,0 %     | 2005 | [ 35 ]  |
| Staatsverschuldung            | 6,37           | 32,9 %    | 2008 | [ 138 ] |

Der Staatshaushalt umfasste 2016 Ausgaben von umgerechnet 3,56 Mrd. US-Dollar, dem standen Einnahmen von umgerechnet 3,38 Mrd. US-Dollar gegenüber. Daraus ergibt sich ein Haushaltsdefizit in Höhe von 0,9 % des BIP. Die Staatsverschuldung betrug 2016 6,37 Mrd. Dollar 32,9 % des BIP.

## Infrastruktur

### Kommunikation und Medien
In Kambodscha erscheinen insgesamt über 300 Zeitungen, doch nur weniger als zwanzig können als ernsthafte Blätter mit bezahlten Angestellten und regelmäßigem Erscheinen betrachtet werden. Die tägliche Zeitungsauflage pro 1.000 Einwohner beträgt zwei Exemplare. Nur wenige Zeitungen verfügen über einen Abonnentenkreis, sodass die meisten Blätter mit ihren Schlagzeilen und den Bildern auf der Frontseite täglich neu um ihre Leser werben müssen. Koh Santepheap („Insel des Friedens“), Rasmei Kampuchea („Licht Kambodschas“) und Kampuchea Thmei gelten als die auflagenstärksten Tageszeitungen mit jeweils etwa 20.000 bis 25.000 Exemplaren täglich. Weitere wichtige Tageszeitungen sind Moneaksear Khmer („Khmer-Gewissen“), das Freizeitmagazin Pracheaprey und Samleng Yuvachhun Khmer („Stimme der Khmer-Jugend“). Weiterhin gibt es sieben fremdsprachige Zeitungen, darunter die englischsprachigen The Cambodia Daily (seit September 2017 nur noch online), The Phnom Penh Post und Khmer Times. Die französischsprachige Wochenzeitung Cambodge Soir wurde 2010 eingestellt. Die chinesischsprachigen Zeitungen Cambodia Sin Chew Daily und Jian Hua Daily erreichen eine gemeinsame Auflage von etwa 10.000. Die offizielle staatliche Presseagentur ist die Agence Kampuchea Presse (AKP). Seit Februar 2013 erschien für kurze Zeit das erste deutschsprachige Nachrichtenmagazin unter dem Namen Kambodschanische Allgemeine Zeitung (KAZ).
Seit Mitte der 1950er Jahre gibt es in Kambodscha Radioübertragungen. Landesweit existieren etwa 40 Radiosender, von denen 25 aus Phnom Penh senden, darunter auch ausländische Sender wie RFI, BBC und ABC. Der nationale Radiosender ist seit 1978 Radio National of Kampuchea (RNK). Weitere wichtige Sender sind Bayon Radio, Royal Cambodia Armed Forces Radio, Apsara Radio, Radio FM 90, Radio FM 99, Radio Khmer, Radio Beehive, Radio Sweet und Radio Love. Zahlreiche Sender aus den Provinzen sind mit Sendern aus der Hauptstadt verbunden und übernehmen zumindest teilweise deren Programminhalte.
Die Fernsehübertragung begann in Kambodscha im Jahre 1966. Seit 1986 sendet das kambodschanische Nationalfernsehen National Television of Kampuchea (TVK) auch in Farbe. Daneben gibt es die Sender Apsara Television, Bayon Television (TV27), Cambodian Television Network (CTN), MyTV, Phnom Penh Municipal Television (TV3), Royal Cambodia Armed Forces Television (TV5) und Cambodian Television (CTV9). Alle Sender werden in Phnom Penh ausgestrahlt; ihre Reichweite liegt bei jeweils etwa bis zu 200 km außerhalb der Hauptstadt. Einige Sender verfügen über Relaisstationen in verschiedenen Teilen des Landes und erreichen somit auch Zuschauer in den Provinzen. Apsara, Bayon, CTN und TVK sind auch über Satellit zu empfangen. Aufgrund der geringen Verbreitung von Satellitenschüsseln haben selbst in Phnom Penh schätzungsweise nur zehn Prozent der Haushalte Zugang zu Fernsehinhalten, auf dem Land sind Fernseher kaum verbreitet.
Das Internet wurde in Kambodscha bereits unter der Verwaltung der UNTAC 1992/93 eingeführt. Behindert wurde die Entwicklung durch die Khmer-Schrift, für die es lange Zeit eine Vielzahl von Schriftsätzen gab, die untereinander nicht kompatibel waren. Vor kurzem wurde allerdings ein Unicode-Schriftsatz entwickelt, der über 20 Schriftsysteme nutzbar macht. Heute (2018) gibt es 4,1 Millionen Nutzer (25,6 % der Bevölkerung), 2016 waren es noch 1,756,824 (11,1 %). Die Top-Level-Domain des Landes lautet .kh.
Mobiltelefone sind in Kambodscha deutlich weiter verbreitet als Festnetzanschlüsse. Letztere werden vor allem in den Städten gebraucht. Auf hundert Einwohner kommen nur 1,5 Festnetzanschlüsse, aber 123 Mobiltelefone. Insgesamt gibt es rund 230.000 Telefonhauptleitungen und rund 20 Millionen Handys (Stand 2016). Die internationale Vorwahl Kambodschas lautet 855.
Die Pressefreiheit wurde bis ins Jahr 2018 immer mehr eingeschränkt, alleine im Jahr 2017 wurden 32 Radiostationen geschlossen. Eine Kritik an der Regierung hatten nur noch englischsprachige Medien gewagt; eine davon, die Cambodia Daily stellte den Betrieb 2017 nach einer horrend hohen Steuerrechnung ein, die andere wurde von den australischen Eignern 2018 an einen regierungsfreundlichen malaysischen Unternehmer verkauft.

### Verkehr

#### Flugverkehr

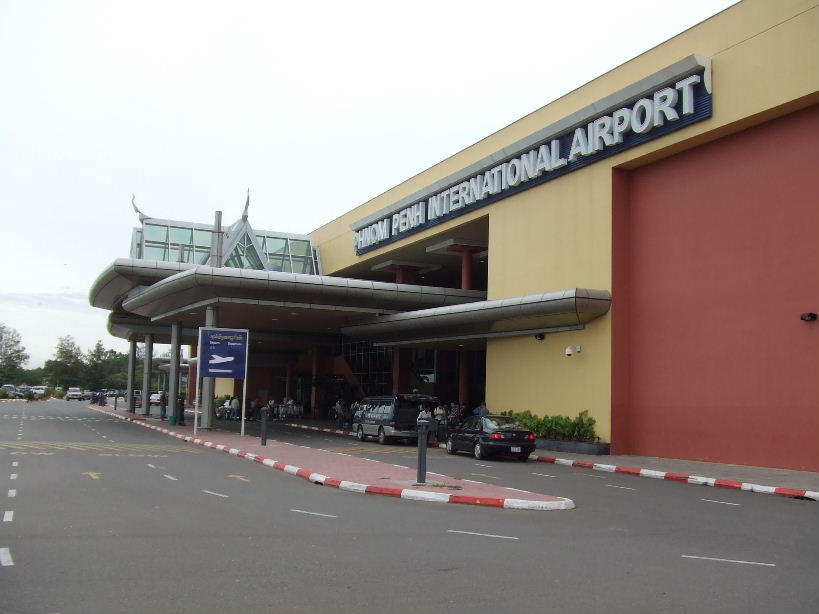
Der internationale Flughafen von Phnom Penh (2006)

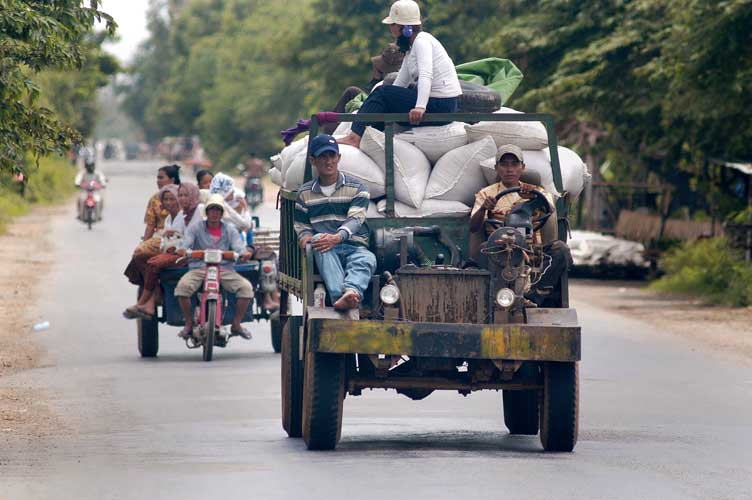
National Road 1 südöstlich von Phnom Penh (2005)

Kambodscha besitzt drei internationale Flughäfen: Phnom Penh, Siem Reap, und der Flughafen von Sihanoukville. Im Bau befinden sich ein neuer internationaler Großflughafen mit dem Namen Flughafen Techo zirka 20 km südlich von Phnom Penh, und zirka 30 km östlich von Siem Reap ein neuer internationaler Flughafen. In der Provinz Koh Kong sind zwei weitere Flughäfen im Bau. Des Weiteren existieren in den jeweiligen Provinzen diverse Airfields und Airstrips, teils asphaltiert. Reguläre internationale Direktflüge finden überwiegend innerhalb der Region statt. Wichtige Knoten- und Umsteigepunkt für interkontinentale Flüge sind Bangkok, Kuala Lumpur und Singapur. Qatar Airways bietet eine interkontinentale Direktverbindung nach Doha an, und Emirates nach Dubai (jeweils mit Zwischenstopps). Lokale Luftfahrtgesellschaften sind oft kurzlebig; so setzte etwa die Siem Reap Airways am 1. Dezember 2008 ihren Betrieb aus. Die PMTair hat ihren Heimatflughafen in Siem Reap. Weitere kambodschanische Fluggesellschaften sind Angkor Airways, Imtrec Aviation und Royal Khmer Airlines. Zudem haben viele weitere ostasiatische Fluggesellschaften Vertretungen in Kambodscha und bieten Flüge an. Eine nationale Fluggesellschaft ist in Zusammenarbeit mit einem indonesischen Konsortium geplant.

#### Straßenverkehr

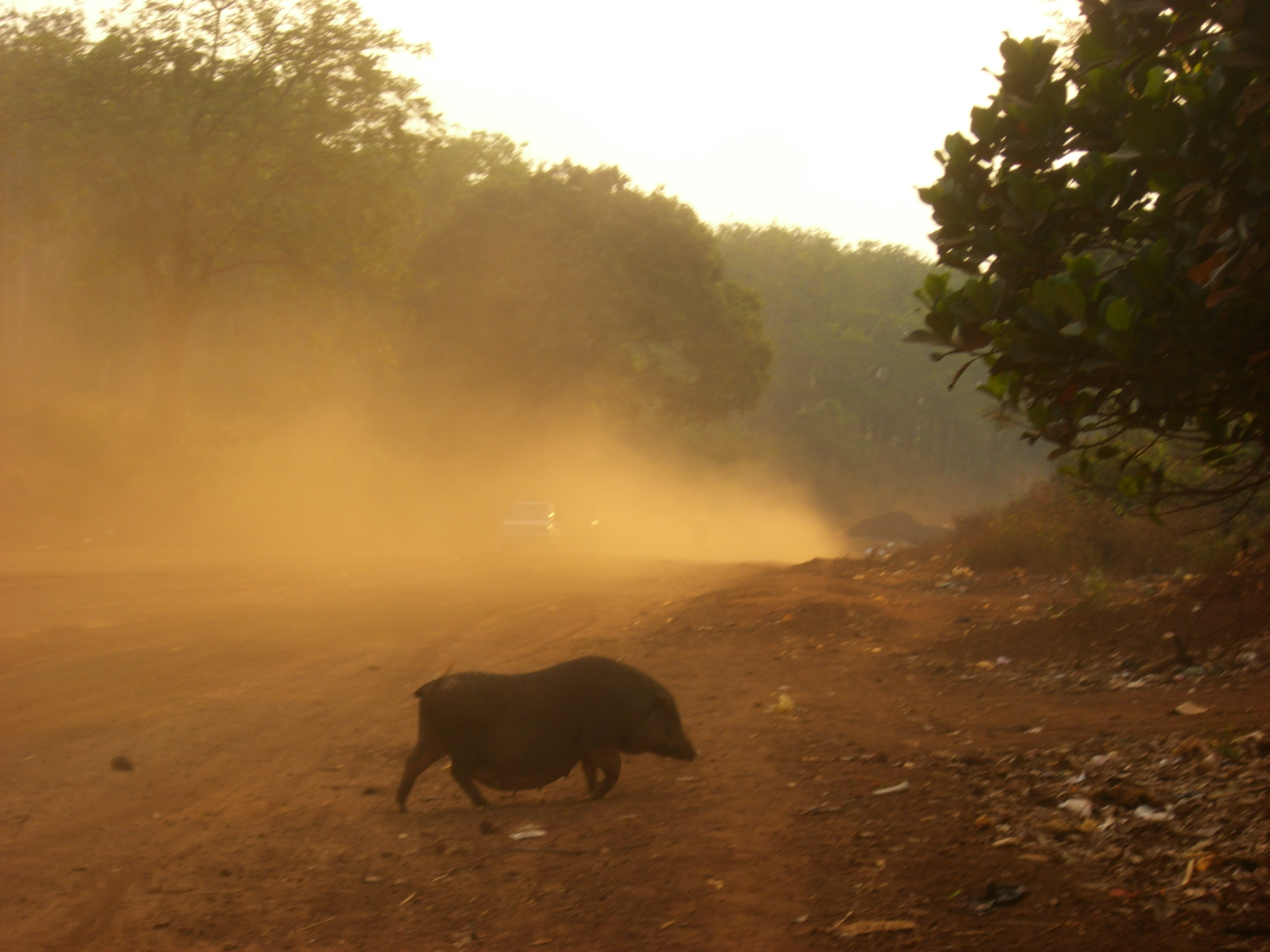
Straße bei Banlung im Nordosten des Landes

Das kambodschanische Straßennetz umfasst 28.257 Kilometer, wovon 2.406 Kilometer asphaltiert sind (2004). In den letzten Jahren wurden mit japanischen Entwicklungsgeldern umfassende Verbesserungsarbeiten vorgenommen. Der zentrale Knotenpunkt ist Phnom Penh, von wo aus sechs von acht Nationalstraßen sternförmig ausgehen. Sie sind von eins bis acht einstellig nummeriert. Von diesen Hauptachsen wegführende Straßen erhalten zweistellige Nummern, deren erste Ziffer jener der zugehörigen Hauptstraße entspricht. In Kambodscha gelten Rechtsverkehr und Führerscheinpflicht.

#### Eisenbahn

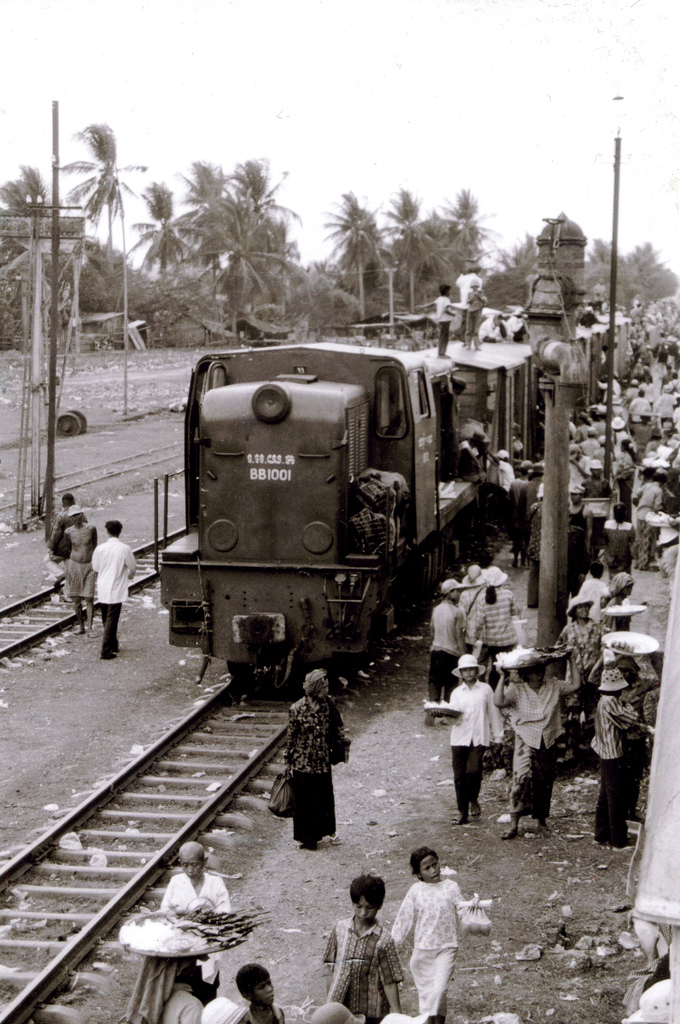
Kambodschanischer Zug in den 1950er Jahren

Das kambodschanische Schienennetz umfasste 602 km einspurige Strecken, deren Spurweite die Meterspur ist. Die Nordstrecke verband Phnom Penh mit Poipet an der Grenze zu Thailand, sie ist derzeit (2016) im Wiederaufbau. Die 1969 fertiggestellte Südstrecke verläuft von Phnom Penh nach Sihanoukville. Diese Verbindung wird (2015) täglich von mehreren Güterzügen befahren. Seit April 2016 verkehren wieder Reisezüge. Die Schienenfahrzeuge der staatlichen Eisenbahngesellschaft sind alt und befinden sich in Modernisierung. Absichten bestehen mit dem Projekt der Trans-Asian Railway.
In den Bürgerkriegszeiten der 1980er und 1990er Jahre begleitete ein Maschinengewehrwagen jeden Zug, die ersten beiden Waggons dienten zur Minenräumung.

#### Öffentlicher Busverkehr
Gängige öffentliche Verkehrsmittel sind Busse, Sammeltaxis und Pick-ups. Zwischen den größeren Städten gibt es mittlerweile regelmäßige Busverbindungen. Pick-ups, Taxis und Minibusse decken sowohl reguläre Verbindungen als auch Einzelaufträge ab. Städtische Nahverkehrssysteme existieren kaum, in Phnom Penh sind 13 öffentliche Buslinien verfügbar, die auch Vororte einbeziehen.

#### Wasserwege
Kambodscha besitzt ungefähr zwischen 2000 und 3500 Kilometer Wasserwege. Die größte Rolle spielt der Mekong, der bis Kratie problemlos schiffbar ist, in der Regenzeit sogar bis Stung Treng und weiter zur laotischen Grenze. Der Überseehafen befindet sich in Sihanoukville am Meer. Als Hauptverkehrsmittel werden Boote in den meisten Regionen allmählich von Fahrzeugen abgelöst, allerdings fahren zwischen Phnom Penh und Siem Reap immer noch regelmäßig Verkehrsschiffe, ebenso zwischen Battambang und Siem Reap. Die Strecke zwischen Koh Kong und Sihanoukville wurde inzwischen eingestellt, da die Straße zwischen den beiden Orten fertiggestellt wurde und die Busverbindungen schneller und günstiger sind. Es existiert auch ein Grenzübergang auf dem Fluss Tonle Bassac nach Châu Đốc (Vietnam) der per Schiff passierbar ist.

### Energie

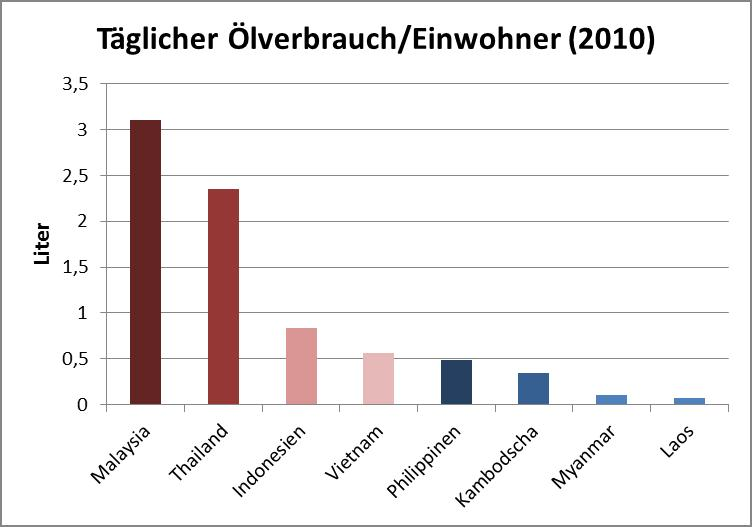
Täglicher Ölverbrauch einiger Länder in Südostasien (Liter pro Tag/Einwohner)

Der kambodschanische Energiesektor wird durch zwei Institutionen verwaltet: zum einen das Ministry of Industry, Mines and Energy, das den staatlichen Rahmen für den Energiesektor setzt und entsprechende technische Standards definiert, und zum anderen die Energiebehörde Electricity Authority of Cambodia, die durch die Vergabe von Lizenzen an mittlerweile mehr als 240 Elektrizitätsunternehmen die Versorgung des Landes mit Strom sicherstellt.
Insgesamt produzierte Kambodscha 2023 3.977 GWh Strom. Davon entfielen 48,06 % auf Kohlekraftwerke, 46,12 % auf die Nutzbarmachung von Wasserkraft, 5,09 % auf Sonnenenergie, 0,39 % auf die Verbrennung von Biomasse und 0,34 % auf die Verbrennung von Diesel. Zur Versorgung von grenznahen Orten wurden zusätzlich 167,42 GWh aus Thailand, 717,94 GWh aus Vietnam und 65,47 GWh aus Laos importiert. Im Vergleich zu 2009 stellt dies eine verachtfachung der Stromproduktion dar, damals  wurden noch über 90 % des Stroms durch die Verbrennung von Diesel erzeugt.
Der durchschnittliche Jahresverbrauch liegt bei 962 kWh pro Einwohner, wobei 94,02 % der Haushalte an die Stromversorgung angeschlossen sind (Stand: 2023).
Zu Beginn der rasanten Entwicklung des Energiebedarfs befanden sich technische Installationen zu einem großen Teil in einem maroden Zustand. Weite Teile des Landes waren daher von regelmäßigen Stromausfällen betroffen. Im Jahr 2007 gingen landesweit 11,05 % der Energie während der Durchleitung verloren; in ländlichen Gebieten betrug der Verlust sogar bis zu ein Viertel. Mittlerweile ist das Netz konsolidiert und der Großteil des benötigten Stroms wird unabhängig von Dieselimporten erzeugt. Lediglich in der Trockenzeit kommt es zu Engpässen, wenn die Wasserkraftwerke nicht die benötigte Energie liefern können.

## Kultur
Die Kultur Kambodschas beruht weitestgehend auf jener des antiken Khmer-Reichs. Architektur und Ikonografie, aber auch Tanz und Literatur zeigen den starken indischen Einfluss in der damaligen Zeit. Den modernen Khmer dient sie der nationalen Identifikation und als Aushängeschild für den Tourismus. So ist die Pflege der traditionellen Kultur in Kambodscha von großer Wichtigkeit und richtet sich vor allem auf die Tempelanlagen von Angkor aus. Auch Musik, traditionelle Tänze und Schattenspiele zeugen von der frühen Ausprägung einer eigenständigen Kultur, die bis heute teilweise in ihrer ursprünglichen Form gepflegt wird und auch als Grundlage für neue Entwicklungen dient. Seit 1979 gibt es eine Wiederbelebung in der Kunst. Monumente und Stupas werden mit staatlichen Mitteln restauriert, ländliche buddhistische Tempel (Wat) auch mit lokalen Spenden. Die zwei Schulen für Kunst in Phnom Penh sind wieder offen und werden rege besucht. Das Nationalmuseum zeigt viele Kunstwerke, die der Zerstörung durch die Roten Khmer entgingen.

### Feiertage
Der Unabhängigkeitstag am 9. November ist der Nationalfeiertag Kambodschas. Wenn ein Feiertag auf einen Samstag oder Sonntag fällt, wird er am nächsten Werktag nachgeholt. Mit einem Sternchen (*) markierte Anlässe variieren entsprechend dem buddhistischen Mondkalender. Die Daten werden jährlich durch Dekrete des Ministerpräsidenten festgelegt.
| Datum              | Anlass                                                  | Anmerkungen                                                                           |
| ------------------ | ------------------------------------------------------- | ------------------------------------------------------------------------------------- |
| 1. Januar          | Neujahr                                                 | Internationaler Neujahrsfeiertag                                                      |
| 7. Januar          | Tag des Sieges                                          | Tag des Sieges über das Regime der Roten Khmer                                        |
| Februar*           | Meak-Bochea-Tag                                         | Erinnert an eine spontane Versammlung von Mönchen, um Buddha zu lauschen              |
| 8. März            | Internationaler Frauentag                               | Internationaler Feiertag                                                              |
| 13. bis 15. April  | Kambodschanisches Neujahr                               |                                                                                       |
| 1. Mai             | Tag der Arbeit                                          | Internationaler Feiertag                                                              |
| 13. bis 15. Mai    | Geburtstag König Sihamonis                              | Der Geburtstag des Königs ist am 13., die Feierlichkeiten erstrecken sich bis zum 15. |
| Mai*               | Königliche Pflügezeremonie                              | Beginn der Pflanzungssaison                                                           |
| Mai*               | Visak-Tag                                               | Geburtstag Buddhas                                                                    |
| 18. Juni           | Geburtstag der Königinmutter Norodom Monineath Sihanouk |                                                                                       |
| 24. September      | Verfassungstag                                          |                                                                                       |
| September/Oktober* | Pchum-Ben-Tag                                           | Tag der Ahnenverehrung                                                                |
| 29. Oktober        | Krönungstag                                             |                                                                                       |
| 31. Oktober        | Geburtstag des ehemaligen Königs Sihanouk               |                                                                                       |
| November*          | Wasserfest                                              | Feier des Tages, an dem das Wasser des Tonle Sap seine Fließrichtung ändert           |
| 9. November        | Unabhängigkeitstag                                      | Nationalfeiertag                                                                      |
| 10. Dezember       | Tag der Menschenrechte                                  | Internationaler Feiertag                                                              |

### Küche
Die kambodschanische Küche beruht stark auf Einflüssen aus anderen Ländern, etwa Vietnam, China (wegen der Geschäftsverbindungen), Malaysia, Frankreich (daher stammt das französische Brot, das in Kambodscha gegessen wird), Laos und Thailand. Die Gerichte sind üblicherweise nicht besonders scharf und werden mit Kräutern wie Zitronengras oder Koriander verfeinert. Zum Braten wird Palmöl verwendet. Gekocht und gebraten wird traditionell in einem Wok  auf einem Holzkohleofen; in den Städten setzen sich vermehrt Gasbrenner durch. Das Grundnahrungsmittel ist weißer Reis, der oft aus der Battambang-Provinz kommt; auch Nudeln sind beliebt. Populär sind süß-saure Gerichte aus Fisch, Huhn oder Gemüse mit Ananas, Zwiebeln und grünen oder roten Tomaten. Gedämpfte Gerichte basieren auf einer leichten Brühe mit Rind, Fisch oder Gemüse und häufig einem hart gekochten Ei. Currys bestehen meist aus Rind und sind nur leicht scharf. Wichtigste Proteinquelle ist Fisch. Er wird gebraten, gegrillt, gepökelt, als Suppe oder gedämpft gegessen. An Fleisch sind vor allem Schwein und Rind verbreitet.

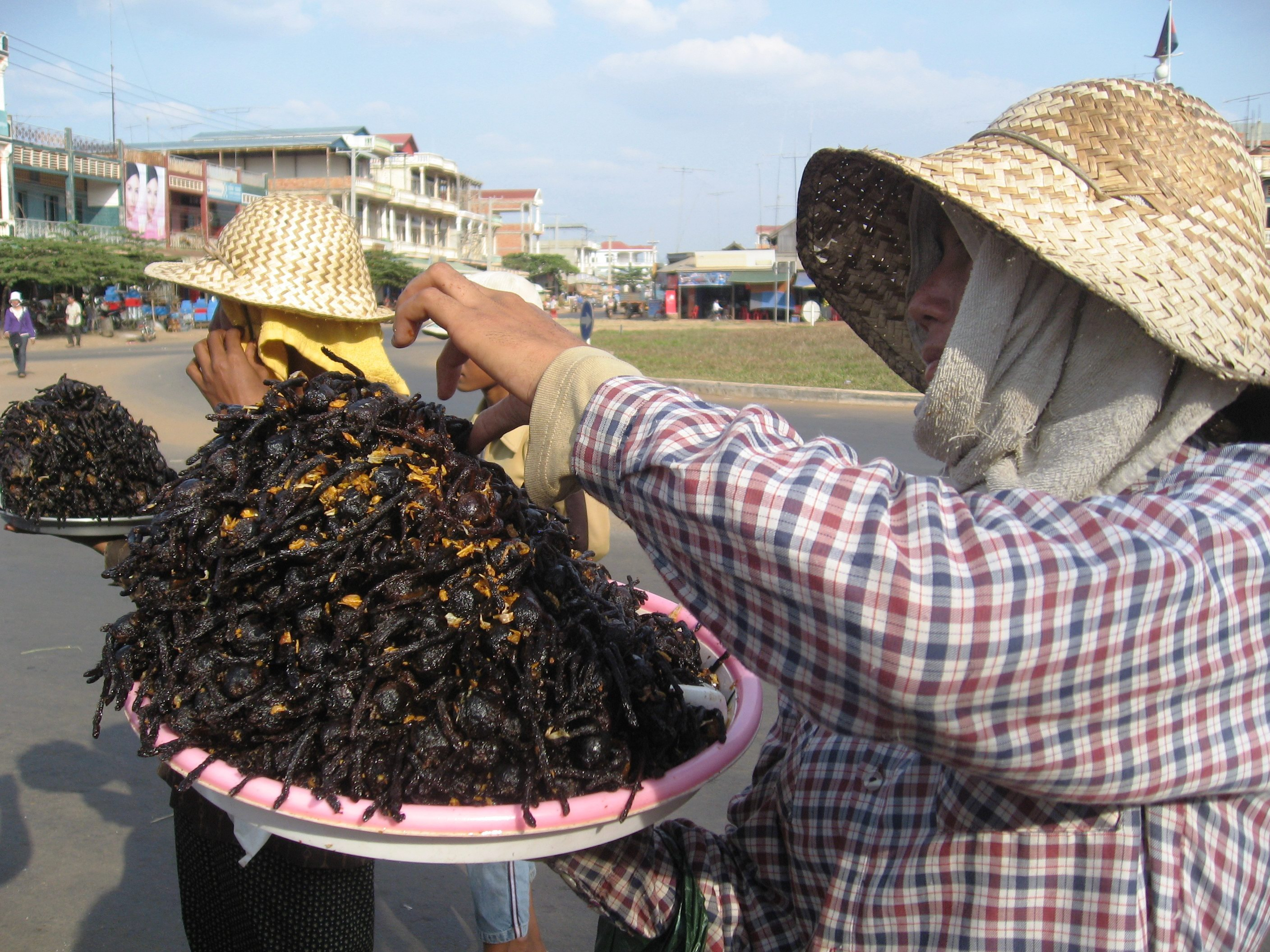
Zum Verkauf stehende Vogelspinnen

Kambodschanische Spezialitäten sind zum Beispiel ein fondueartiges Gericht, bei dem Fleischbällchen in eine von unten beheizte Brühe getunkt und mit anderen Zutaten verspeist werden, oder  ein Huhn, das in seinem Saft mit Zucker und Gewürzen angemacht als Festessen verspeist wird. Als frittierte Snacks oder Suppenbeigaben beliebt sind Käfer und Grillen, regional auch Vogelspinnen und Wasserwanzen. In gehobenen Restaurants kann man Schlangen, Schildkröten, Eidechsen, Ameiseneier, Spatzen und andere kleinere Vögel verzehren. Aus kleinen getrockneten und fermentierten Fischen wird die allgegenwärtige Prahok-Paste hergestellt, die weißlich schillert und einen stechenden Geruch hat.
Das beliebteste Getränk ist grüner Tee, der stark gezuckert wird. Roter Tee wird mit Limonensaft und Zucker gemischt. Von morgens bis zum Nachmittag wird Kaffee entweder schwarz oder mit viel Kondensmilch getrunken. Einheimische Fruchtsäfte bestehen beispielsweise aus Zuckerrohr oder Kokosnuss, verbreitet ist auch Sojabohnenmilch. An alkoholischen Getränken gibt es mehrere einheimische Sorten Bier wie etwa das Angkor-Bier, Anchor und ABC-Stout. Aus Reis werden süße, starke Weine hergestellt. Auch rasch gärender Zuckerpalmsaft wird ausgeschenkt.
Ratten
In der Regenzeit verlassen die Ratten ihre unterirdischen Gänge, flüchten auf Büsche und Bäume und ernähren sich dort vegetarisch. In dieser Phase gelten sie als „rein“ und werden gejagt. Sie dienen als Tierfutter auf Krokodilfarmen und auch zum menschlichen Verzehr.

### Kleidung

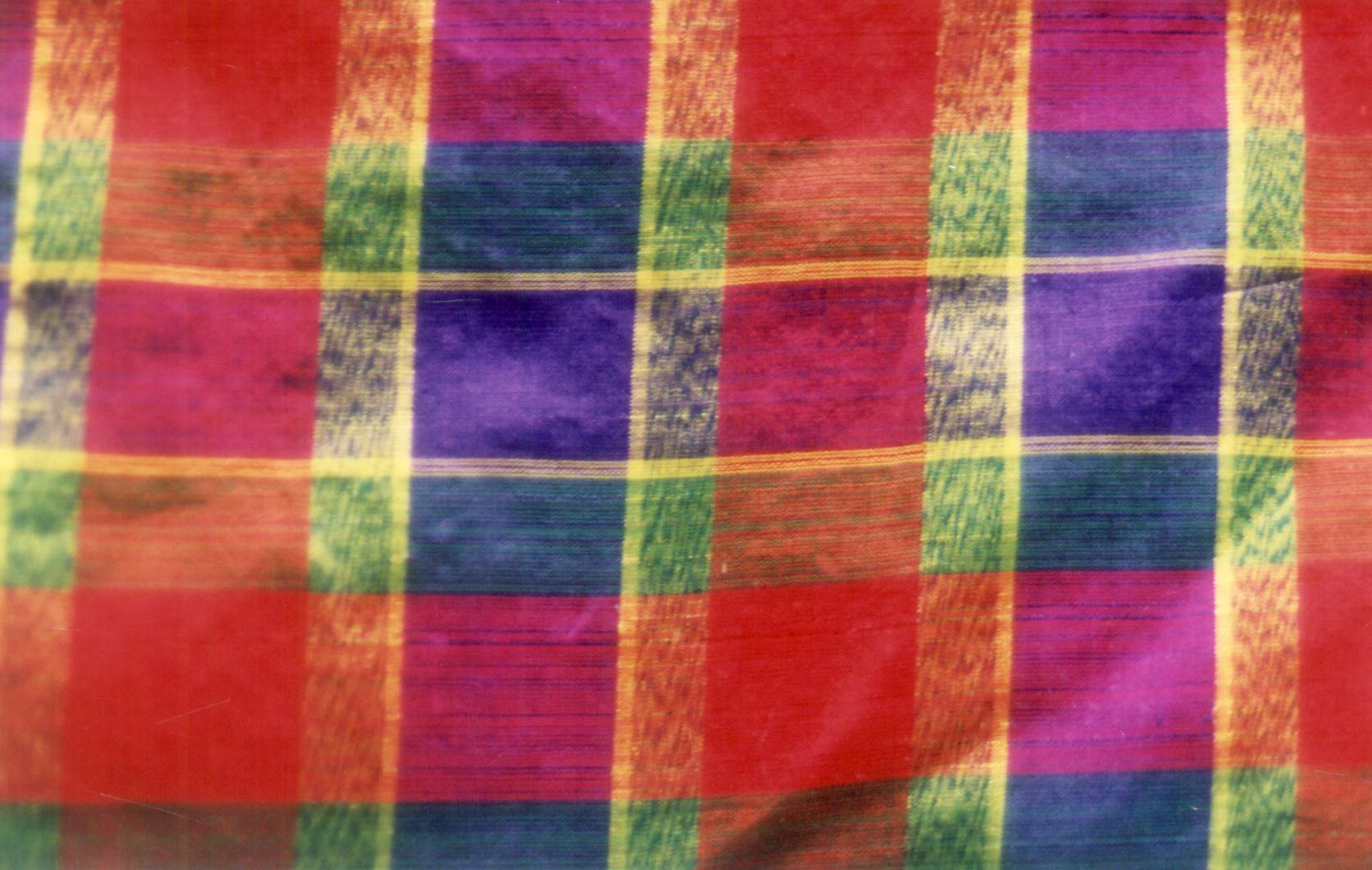
Khmer-Seide

Traditionelles Universalkleidungsstück der Kambodschaner ist der Krama. Fast jeder Einwohner des Landes besitzt eines der Baumwolltücher. Sie sind vielfältig benutzbar: sie bieten Schutz vor Sonne oder Staub, werden als Trage-, Nasen- oder Schweißtücher eingesetzt oder beim Baden als Sichtschutz verwendet. In der Zeit der Roten Khmer waren sie sogar ein Teil der Militäruniform. Der Sarong ist ein bis zum Knöchel reichendes buntes Baumwolltuch, das sich die Frauen als Alltagskleidungsstück um die Hüfte wickeln. Für die Männer gibt es den entsprechenden Sarong Sot, der aus Seide besteht und seltener getragen wird als der Krama. Bei Festen tragen Frauen einen Houl oder einen Phamung, die den Schnitt eines Sarong haben, aber aus Seide hergestellt sind. Der Houl ist bunt und geblümt, der Phamung einfarbig. Als Arbeitskleidung sind bei den Frauen einfarbige Röcke in Grün, Blau oder Grau üblich, dazu weiße Blusen. Männer tragen graue Stoffhosen und helle Hemden.

### Architektur
Klassische Khmer-Architektur

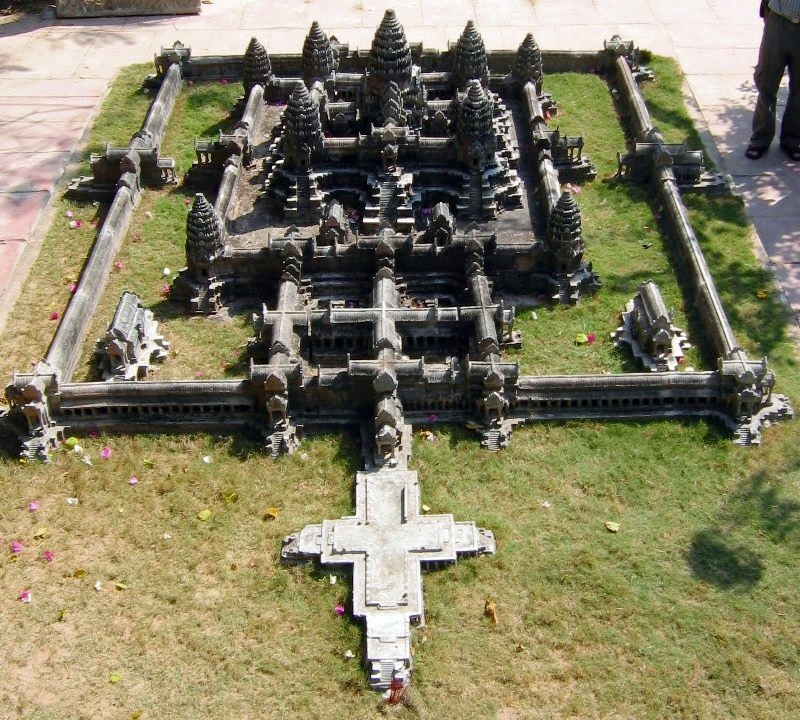
Modell der Zentralstruktur von Angkor Wat

Die Wurzeln der klassischen Khmer-Architektur finden sich in den Reichen von Funan und Chenla. Sie wiesen einen starken indischen Einfluss auf. In Funan wurden die Gebäude hauptsächlich aus Holz errichtet, weshalb kaum Überreste vorhanden sind. Chenla übernahm die indianisierte Kunst und Architektur Funans und entwickelte sie weiter. Ab dem 7. Jahrhundert wurden Gebäude aus Ziegeln und Stein errichtet. Typische Relikte aus dieser Zeit sind Prasats, vier- oder achteckige Ziegeltürme mit Kraggewölben und einem Schrein auf einem Podest, das aus Etagen bestand, die nach oben ansteigend kleiner wurden.
Unter Jayavarman II. fand im 9. Jahrhundert der Übergang vom Stil Chenlas in die angkorianische Zeit statt. Im Vergleich zu früheren Epochen entwickelte sich nun der eigenständige, kambodschanische Stil. Jayavarman II. führte die Verehrung der indischen Gottheit Shiva ein, weswegen nun bis ins Jahr 1219 fast jeder Gottkönig einen Staatstempel für seinen Linga baute. Der Linga, häufig als Phallus interpretiert, war als Symbol Shivas auch das Symbol des Kultes. In ihm wurde die Seele des Gottkönigs bewahrt. Die Tempel fungierten als Quelle und Zentrum der Macht sowie als spirituelles Rückgrat des Reiches. Weitere Tempel dienten der Ahnenverehrung oder als Klöster, insbesondere aufgegebene Staatstempel.
Aufgrund ihrer indischen Wurzeln repräsentieren auch die Tempel aus dem angkorianischen Zeitalter durch ihre Architektur den Berg Meru, das Heim der indischen Götter. Im 9. Jahrhundert entstanden fünfstufige Pyramiden, und zu den Haupttürmen gesellten sich im Laufe der Zeit die vier typischen Nebentürme, die in Quincunx-Anordnung gehalten sind und durch Verbindungen die Gestalt eines Kreuzes annehmen. Dieses innerste Heiligtum ist aus astrologischen Gründen nach einer Ost-West-Achse ausgerichtet und hat gewöhnlich nur eine nach Osten weisende Öffnung und falsche Türen an den anderen Seiten. Weitere Gebäude sind Empfangs- und Meditationshallen sowie Bibliotheken für die heiligen Schriften, die oft paarweise angeordnet wurden und sich in Richtung des Heiligtums öffnen. Um die zentralen Gebäude herum finden sich Dammwege und Gräben. Das ganze Gelände umgeben zumeist nicht verzierte, konzentrische Einfassungsmauern, normalerweise ein bis drei, in seltenen Fällen auch mehr. An Kardinalpunkten sind Tore eingelassen, die im Laufe der Zeit immer prächtiger wurden und in der Spätphase die Form von Torbauten (gopuram) mit Vorkammern und Türmen annahmen.
In den Heiligtümern befanden sich Ikonen jener hinduistischen Gottheiten, denen die Tempel gewidmet waren. Nach der Übernahme des Buddhismus wurde der Gottkönig durch Buddhastatuen symbolisiert. Während die ersten Tempel sehr einfach gestaltet waren, kamen mit der Zeit Türen und Galerien hinzu. An den Seiten und Rückwänden der Gebäude befanden sich falsche Fenster und Türen. Für Gemächer wurden Konsolen verwendet, da keine Bögen bekannt waren, was nur kleine Räume zuließ. Die inneren Wände sind im Gegensatz zu den äußeren nicht verziert, was zu Spekulationen über ehemalige Wandbilder geführt hat.
Als Material wurden bis Ende des 10. Jahrhunderts Holz und später vor allem Ziegel benutzt, die teilweise mit Stuck ummantelt und mit einer Art natürlichem Klebstoff verbunden wurden. Für Stürze und Säulen wurde bereits seit funanesischen Zeiten Sandstein benutzt, etwa aus Phnom Kulen, der mit besseren Bautechniken auch für Türme und später ganze Tempelanlagen übernommen wurde. In der Sandsteinarchitektur finden sich auch Hinweise auf frühere Holzstrukturen – Galeriedächer tragen falsche Dachplatten, während Holzfenster imitiert werden. Für Fundamente, Becken und Gräben, umschließende Mauern und Mauerkerne wurde Laterit verwendet, ein leicht verfügbares und schneidbares Oberflächenprodukt. Kupfer- und Bronzebleche dienten als Zierde, Tonziegel wurden neben Schindelimitaten aus Sandstein zum Decken der Dächer verwendet. Die Steine wurden oft so angeordnet, dass die vertikalen Schnittstellen nicht gestaffelt waren. Da kein Mörtel verwendet wurde und nur das Gewicht und die passgenaue Anordnung der Steine die Tempel zusammenhielten, brachen sie bei mangelnder Pflege schnell ein.
Durch den exzessiven Tempelbau, mit denen jeder Gottkönig versuchte, seinen Vorgänger zu übertrumpfen, waren die Vorkommen des qualitativ guten Sandsteins um 1219 erschöpft. Zusammen mit einem sinkenden Wohlstand führte dies zu schlechter gebauten Tempeln. Da mit der Übernahme des Buddhismus als Staatsreligion auch die Gebäude allgemein schlichter wurden, kam es schließlich zu einer weitgehenden Einstellung der Bauaktivitäten. Schließlich folgte die postangkorianische Periode, in der wieder vermehrt mit Holz gearbeitet wurde.
Moderne, nichtreligiöse traditionelle Architektur

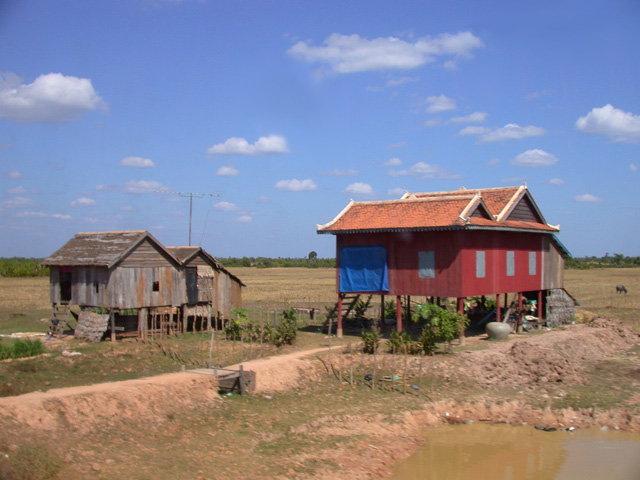
Stelzenhäuser zwischen Reisfeldern

In den 1950er und 1960er Jahren wurden von chinesischen Unternehmern in den Stadtzentren drei- bis fünfstöckige Wohnblocks aus Beton gebaut, die unter den Roten Khmer verlassen wurden und nun wieder bewohnt werden – so dicht, dass sich auf den Dächern slumartige Siedlungen bilden. Bausubstanz und elektrische und sanitäre Einrichtungen sind in einem sehr schlechten Zustand, häufig gibt es nur im Erdgeschoss Toiletten und fließendes Wasser. In den äußeren Stadtkernen ist der französische Einfluss noch sichtbar; hier gibt es Villen aus der Spätphase der Kolonialherrschaft, die im französischen Kolonialstil gehalten sind, der mit dem Art déco verwandt ist. Auf dem Land sind einfache Häuser aus Bambus und Holz auf Holz- oder Betonpfeilern gegen Überflutungen verbreitet. Unter den Häusern befindet sich offener Stauraum, der auch als Haustierstall und Arbeitsraum genutzt wird. Den Zugang ins Wohngebäude gewährleistet eine Außentreppe. Im Inneren befinden sich üblicherweise ein großer Gemeinschaftsraum sowie das Elternschlafzimmer und die Küche. Die Außenwände werden durch geflochtene Gras- oder Palmmatten gebildet. Dächer bestehen aus Schilf oder Gras, selten auch aus Ziegeln.

### Skulpturen

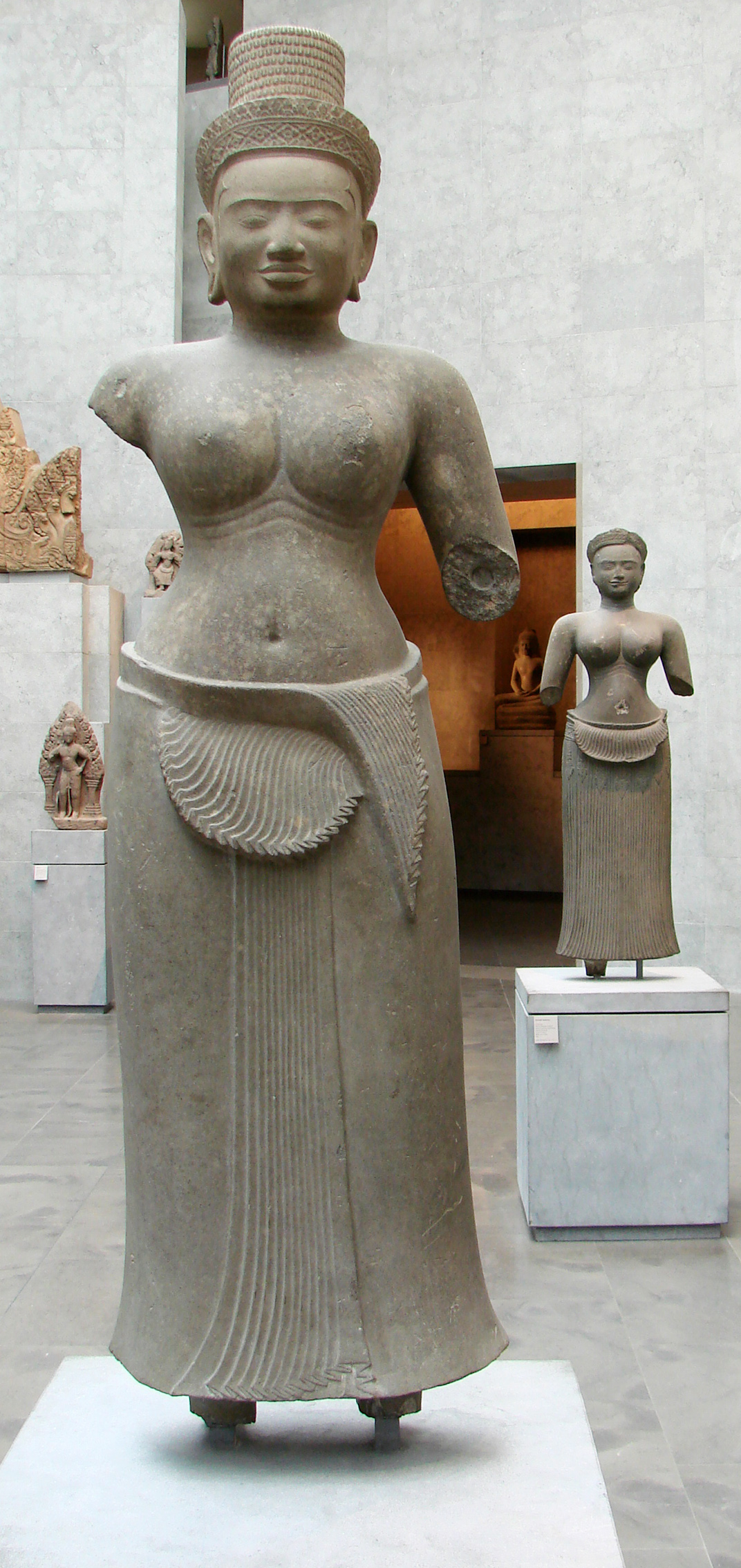
Weibliche Gottheit um 881 im Preah-Ko-Stil (Musée Guimet, Paris)

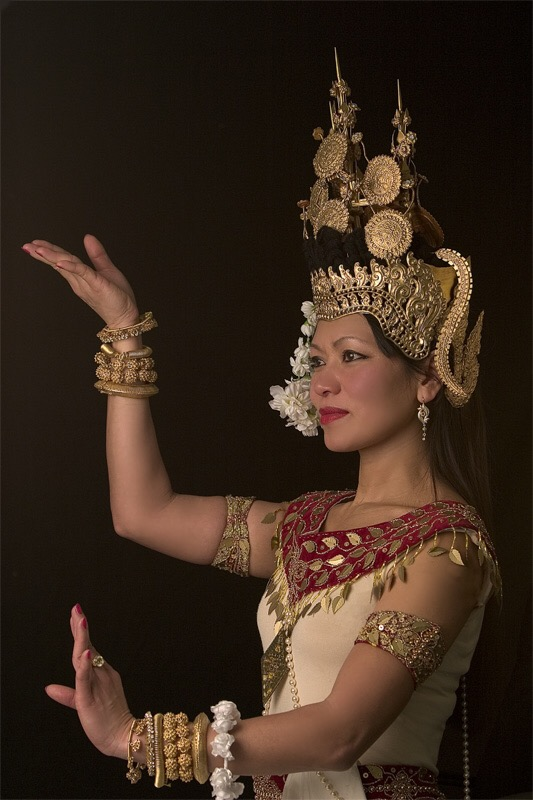
Apsara-Tänzerin

Aus der Funan-Zeit sind wenige Artefakte verblieben, lediglich vier Inschriften auf Stelen, sowie einige Kunstwerke aus dem 6. Jahrhundert, die vor allem Vishnu mit einheimischen Gesichtern darstellen. Auch in den Statuen aus Chenla erkennt man im Stil den indischen Einfluss. Als Materialien wurden Stein und Bronze verwendet. Die Skulpturen aus frühen Tempeln in Angkor waren relativ steif und flach, dienten aber als Basis für die späteren ausgeschmückten Basreliefs. Das Behauen von Türstürzen war in jener frühen Phase eine wichtige Kunst. Wie die Basisreliefs erzählen ausgearbeitete Giebeldreiecke aus dem Ramayana und anderen indischen Epen, teilweise auch vom Alltagsleben. Auch in dieser Zeit wurden Stein und Bronze als Materialien verwendet. Die postangkorianische Periode wird durch anspruchsvoll gestaltete und dekorierte Holzstatuen geprägt, von denen aus klimatischen Gründen wenig erhalten ist. Die heutige bildende Kunst orientiert sich noch immer stark an der Blütezeit des Khmer-Reichs.

### Theater
Der Ursprung des kambodschanischen Theaters liegt im 6. Jahrhundert. Gezeigt werden Szenen aus dem Reamker, regionalen Legenden, indischen und Epen aus dem Theravada-Buddhismus. Die Theater bedienen sich kunstvoller Masken und Kostüme und sind nach den Schauspielern in Männer-  und Frauentheater  unterteilt. Schauspieler sprechen und singen, dazu kommen ein Erzähler und ein Orchester zur musikalischen Untermalung. Auf dem Lande sind Volkstheater und Schattenspiele als Unterhaltung beliebt. Der Inhalt des Schattenspiels Sbek thom beruht auf Geschichten aus dem Reamker. Die Charaktere sind aus Rindshaut geschnitten, an langen Bambusstangen befestigt und oft bemalt. Das königliche Theater beruht ebenfalls auf dem Reamker. Im Nationaltheater wird nur ein modernes Stück gespielt, nämlich „Die Geschichte des Landes Kambodscha“.

### Tanz
In Kambodscha gibt es eine lange Tanztradition. Die Ursprünge des klassischen Tanzes liegen in den heiligen Tänzen der Apsaras, den mythologischen Verführerinnen des alten Khmer-Reichs; möglicherweise gehen sie bis auf Funan zurück. Der Höhepunkt des klassischen Tanzes in der Angkor-Periode stützte sich auf Interpretationen der indischen Epen, insbesondere des Ramayanas – Inhalte waren etwa Prinzessinnen in Not, Kriegshelden, Sklaven, Riesen oder mystische Tiere. Der Tanz galt als religiöse Tradition, um dem König und seinem Volk Segen zu bringen und auch als eine Form der Unterhaltung; hier stammen die Tänzerinnen zumeist aus höheren sozialen Schichten und hatten im königlichen Harem eine besondere Stellung. Mit dem Niedergang des Angkor-Reichs ging auch ein Niedergang des Tanzes einher. Unter dem thailändischen Patronat wurde er aber als Kunstform weitergeführt. Die Franzosen belebten das Khmer-Ballett im 20. Jahrhundert wieder, wobei die ersten Tänzerinnen aus Thailand kamen. Heute ist der kambodschanische Tanz eines der Markenzeichen Kambodschas und ein Tourismusmagnet.
Die Tänze sind sehr symbolisch und einer strengen Ordnung unterworfen. Vorgeführt werden sie zumeist von Frauen, Geschlechtsunterschiede werden mit verschiedenen Kostümen dargestellt. Die Tänzerinnen werden von einem Orchester und einem erzählenden Chor begleitet. Als nationaler Tanz gilt der Lamthon, auch der Apsara-Tanz (Robam Tep Apsara), ein Mitte des 20. Jahrhunderts entwickelter Stil, der auf der klassischen Khmer-Tradition beruht, ist bekannt. Die Regierung und ausländische Geldgeber versuchen momentan, die Tanztraditionen wiederzubeleben, indem sie ältere Kambodschaner, die das Regime der Roten Khmer überlebten, befragen und auf Video aufnehmen. Bis 1997 konnten auf diese Weise etwa 50 % des klassischen Tanzrepertoires gerettet werden.
Der Volkstanz hat die 1970er Jahre überlebt, auch wenn er als gängige Unterhaltung auf dem Lande allmählich vom Fernsehen abgelöst wird. Im Volkstanz, der deutlich individueller ist als die traditionellen Tänze und mehr persönlichen Spielraum lässt, werden kambodschanische Volkserzählungen dargestellt. Weiterhin gibt es den folkloristischen Tanz, der aus Mystik, Naturglauben und Bauernalltag entstanden ist und mit dem die Bauern um gute Ernte oder Regen baten. Trotz seiner rituell-zeremoniellen Handlungen ist auch er lebhafter als der klassische Khmertanz.

### Musik
Die kambodschanische Musik ist Teil der von Indonesien ausgegangenen „Glockenspiel“-Musikkultur (Verwendung von Xylophonen und Buckelgongs), die im Norden Burma, Thailand, Laos, das westliche Bergland von Vietnam und im Osten am Rand die Philippinen einschließt. Obwohl einige der an Basreliefs von Angkor Wat abgebildeten Musikinstrumente noch heute in der Volksmusik gespielt werden, ist ein indischer Einfluss auf die kambodschanische Musik nicht mehr vorhanden. Nur die alte einsaitige Zither kse diev, die aus einem langen Stab und einer Kalebasse besteht und zur Resonanzverstärkung an die Brust gepresst wird, ist eindeutig indischen Ursprungs. Der chinesische Einfluss beschränkt sich ebenfalls im Wesentlichen auf die Bauform einiger Instrumente. So ist das trapezförmige Hackbrett khim mit 14 dreichörigen Saiten vom chinesischen yangqin abgeleitet und die Langhalslaute chapey dang veng und ihre thailändische Entsprechung krajappi sind wegen ihres annähernd kreisrunden Resonanzkörpers mit einigen ostasiatischen Mondlauten verwandt.

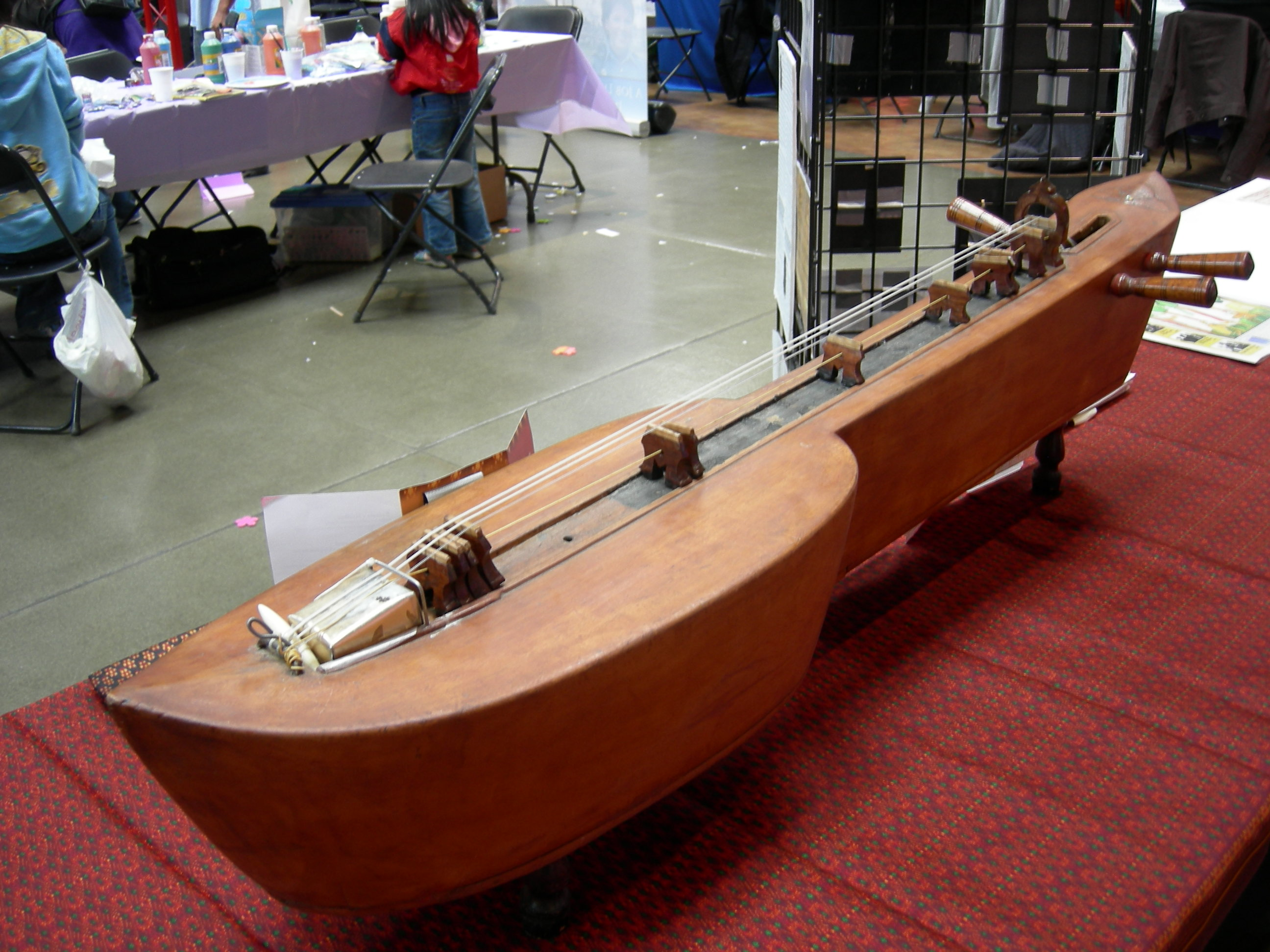
Die in der Hochzeitsmusik verwendete dreisaitige Chakhe (wörtlich „Krokodil“, wegen ihrer Form) ist ursprünglich ein thailändisches Instrument und wurde erst im 20. Jahrhundert in Kambodscha eingeführt.

Ab dem 16. Jahrhundert wurden höfische Rituale, Tanzaufführungen und die in Angkor von riesigen Orchestern gespielte Musik nicht mehr gepflegt. Die kambodschanische Musiktradition überlebte nur auf Volksebene und unter thailändischem Einfluss. Einen ersten Anlauf zur Erneuerung der höfischen Musik gab es Mitte des 19. Jahrhunderts unter König Ang Duong (regierte 1841–1869). Eine besondere Förderung erfuhr die klassisch-kambodschanische Kultur während des französischen Protektorats durch Königin Sisowath Kossamak in den 1940er Jahren. Nach der Unabhängigkeit 1953 konnte sich wieder eine nationale Musikkultur, die von thailändischen Stilelementen gereinigt war, mit kleineren Orchestern als zur Angkor-Zeit entfalten. Während der Herrschaft der Roten Khmer wurden Musiker systematisch ermordet und alle auffindbaren Instrumente zerstört. Was anschließend an der zuvor selten notierten Musikkultur wieder entstand, verdankt sich dem Gedächtnis der wenigen im Land überlebenden Musiker und den ins Ausland geflohenen Exilgemeinden.
Vergleichbar mit dem indonesischen Gamelan lassen sich verschiedene Orchesterbesetzungen nach Spielweise und sozialer Funktion unterscheiden. Das offizielle königliche Orchester Pinpeat, das dem thailändischen Pi Phat entspricht und zur religiösen Musik gehört, wird am häufigsten in ländlich reduzierter Besetzung gespielt. Es besteht aus einem Metallophon (roneat dek) aus 21 Eisenstäben, zwei bootförmigen Xylophonen mit Bambusstäben: roneat ek und dem tiefer gestimmten roneat thung; zwei verschiedenen Gongs; dem Vierfachrohrblattinstrument sralay (abgeleitet von persisch surnai) oder der Bambusflöte khloy; verschiedenen Trommeln und kleinen Becken. Zur konzertanten leichten Musik bei königlichen Festen, auch beim jährlichen Wasserfest Bon Om Tuk am Tonle Sap, gehört das sanfte Orchester Mohori, das neben Xylophon und Trommeln mit Gesang und Saiteninstrumenten, darunter mehreren, mit der javanischen rebab verwandten Stachelfideln tro khmer, gespielt wird. Die im Mohori verwendete Fünftonleiter zeigt einen chinesischen Einfluss. Deutlich lauter klingt das zur Geisteranrufung benötigte Arak-Ensemble, mit dem die Ursache von Krankheiten festgestellt werden soll, das ähnlich wie das Hochzeitsorchester Phleng Kar von Bechertrommeln, Rohrblattinstrument und Saiteninstrumenten bestimmt wird.
Unter französischer Herrschaft wurde Jazz eingeführt, der zusammen mit kambodschanischen Streichinstrumenten und popmusikalischem Gesang zu einem eigenen leichten Unterhaltungsgenre wurde. Heute noch beliebte Sänger dieser Musik aus den 1950er und 1960er Jahren sind der Star Sinn Sisamouth, der 1976 von den Roten Khmer ermordet wurde, Em Yeng, Pov Vannary oder Meas Samoun. Noy Vanneth und Menh Sothivan schlossen an diese Tradition an, während seit der Jahrtausendwende verstärkt thailändische Rockbands ihren Einfluss ausüben.

## Mediale Rezeption
- The Killing Fields – Schreiendes Land (1984, Regie: Roland Joffé).
- Das Reisfeld (1994, Regie: Rithy Panh).
- Eine Liebe nach dem Krieg (1998, Regie: Rithy Panh).
- Kambodscha: Ein Kabel spaltet das Land (Dokumentation, 2000, Regie: Rithy Panh).
- City of Ghosts (2002, Regie: Matt Dillon).
- S-21: The Khmer Rouge Death Machine (2003, Regie: Rithy Panh).
- Same same but different (2009, Regie: Detlev Buck).

### Bücher
- Bernd Stöver: Geschichte Kambodschas: Von Angkor bis zur Gegenwart. C.H.Beck, München 2015, ISBN 978-3-406-67432-7.
- David P. Chandler: A History of Cambodia. Westview Press, Boulder (CO)/Sydney 2007, ISBN 978-0-8133-4363-1.
- John Amos Marston, Elizabeth Guthrie: History, Buddhism, and New Religious Movements in Cambodia. University of Hawaii Press, Honolulu 2004, ISBN 978-0-8248-2868-4.
- Erich Follath: Die Kinder der Killing Fields. Kambodschas Weg vom Terrorland zum Touristenparadies. Deutsche Verlagsanstalt, München 2009, ISBN 978-3-421-04387-0.
- Martin Ritter: Medien und Demokratisierung in Kambodscha. Frank & Timme, Berlin 2008, ISBN 978-3-86596-178-5.
- Milton Osborne: Phnom Penh. A Cultural History. Oxford University Press, Oxford 2008, ISBN 978-0-19-534248-2.
- Alexander Goeb: Das Kambodscha-Drama. Gottkönige, Pol Pot und der Prozess der späten Sühne. Laika, Hamburg 2016, ISBN 978-3-944233-50-5.
- François Ponchaud: Brève histoire du Cambodge (= Je est ailleurs). Magellan & Cie, Paris 2014, ISBN 978-2-35074-292-2.
- Bastian Bretthauer, Susanne Lenz, Jutta Werdes: Kambodscha. Ein politisches Lesebuch. regiospectra, Berlin 2017, ISBN 978-3-940132-99-4.

### Online-Publikationen
- John Tully: A short history of Cambodia. From Empire to Survival (Memento vom 18. Juli 2012 im Internet Archive). Higher Intellect (PDF; 3,4 MB).
- Lucy Keller: UNTAC in Cambodia – from Occupation, Civil War and Genocide to Peace. Max-Planck-Institut für ausländisches öffentliches Recht und Völkerrecht (PDF; 271 kB).
- Teri Shaffer Yamada: Von den Rändern der Gesellschaft aus schreiben. Literatur in Kambodscha. In: Südostasien. Zeitschrift für Politik, Kultur, Dialog. Themenheft Räume der Imagination – Literatur im (Kon)text. 3-2015, S. 25–27 (PDF; 260 kB).
- Anne Taupitz: Der Buchmarkt in Kambodscha. Schwierigkeiten des Wiederaufbaus. In: Südostasien. Zeitschrift für Politik, Kultur, Dialog. Themenheft Räume der Imagination – Literatur im (Kon)text. 3-2015 (PDF; 91 kB; zusätzlicher Artikel zur gedruckten Ausgabe, nur online).